# Jesus von Nazareth. Von der Taufe im Jordan bis zur Verklärung

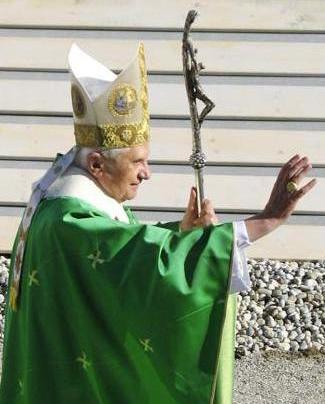
Papst Benedikt XVI. mit Kruzifixstab bei einem Gottesdienst in München (Neue Messe, 2006)

Jesus von Nazareth. Von der Taufe im Jordan bis zur Verklärung ist der Titel des ersterschienenen Teils des dreibändigen Werks Jesus von Nazareth (2007–2012) von Papst Benedikt XVI. über die Gestalt und Botschaft Jesu Christi. Das Buch ist eine von innen her zusammenhängende Botschaft der vier kanonischen Evangelien, die sie trotz ihrer historisch vielschichtigen Überlieferungen gemeinsam ausdrücken. Diese Heilsbotschaft wird anhand der ersten Hälfte des öffentlichen Wirkens Jesu – von seiner Taufe bis zu seiner Verklärung – im ersten Band analysiert und kommentiert.
Papst Benedikt XVI. entfaltet im ganzen Jesusbuch seine neuartige Bibelauslegung, in der er zwei für gegensätzlich gehaltene Auslegungsmethoden – die christologisch-kanonische und die historisch-kritische – zu einer ganzheitlichen Exegese zusammenfügt. Er formt dabei eine eigentliche exegetische Theologie und trägt zur postscriptuellen Schriftwerdung bei. Durch die organische Verbindung von Glaube und Geschichte in der Exegese will der Autor auch darlegen, dass der „historische Jesus“ und das Jesusbild der Bibel identisch seien. Durch singulare historische Methoden würden bloß fragmentarische und verzerrte Jesusgestalten aus dem biblischen Bild abstrahiert, statt „rekonstruiert“. Die Auseinandersetzung mit Exegeten und ihren Auslegungsrichtungen aus den letzten zwei Jahrhunderten sowie mit der antiken Väterexegese bildet auch einen thematischen Schwerpunkt des Buches, dessen erster Band am 16. April 2007 zum 80. Geburtstag von Papst Benedikt XVI. beim Verlag Herder in einem Umfang von etwa 450 Seiten erschien.

## Ratzinger-Exegese

### Hermeneutische Grundlage

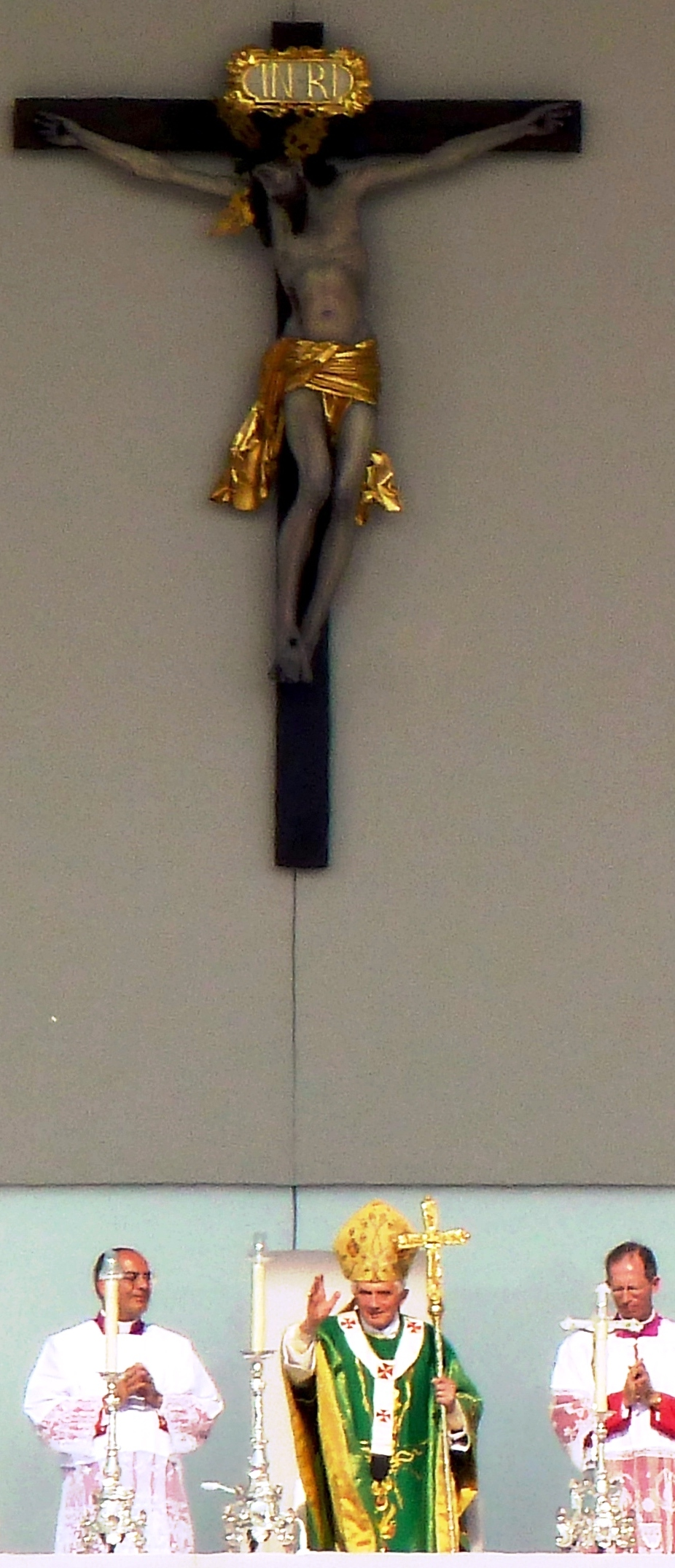
Papst Benedikt XVI. in Freiburg i. Br. (2011)

Papst Benedikt XVI. versteht sein Buch als einen Neuansatz in der theologischen Bibelexegese dadurch, dass es zwei ganz unterschiedliche Weisen von Hermeneutik miteinander verbindet:
- Christologisch-kanonische Hermeneutik: eine theologische Auslegung, die in Jesus Christus den Schlüssel der ganzen Bibel sieht und diese von ihm her als Einheit betrachtet: Einzelne Texte werden im Rahmen des ganzen Bibelkanons interpretiert.
- Historisch-kritische Hermeneutik: wissenschaftliche Erforschung der Entstehungsgeschichte von biblischen Schriften sowie ihre kritische Analyse (Text-, Quellen-, Gattungs-, Redaktions-, Literar-Traditionskritik) nach ihrem ursprünglichen Sinn.

Die im Jesusbuch entfaltete Methodensynthese basiert hauptsächlich auf den exegetisch-methodischen Grundsätzen zweier, durch Ratzinger mitgestalteten, grundlegenden Kirchendokumente:
- Dei verbum (Gottes Wort), Dogmatische Konstitution des II. Zweiten Vatikanischen Konzils über die göttliche Offenbarung, 1965, die unter Mitwirkung von Joseph Ratzinger als Konzilstheologe formuliert wurde. Diese betont die Ganzheit des Bibelkanons und deren göttliche Urheberschaft (Inspiration), hebt die Geschichtlichkeit der 4 kanonischen Evangelien hervor, betrachtet die Erforschung der Aussageabsichten der Evangelisten notwendig für das Verstehen der göttlichen Mitteilung, und wertet die wissenschaftlichen Methoden als nützlich zur Analyse des geschichtlichen Umfeldes und des Textes der Evangelien.[1] Ratzinger würdigte damals die Neuheit des Dokumentes so: „… er ist eine Synthese von großer Bedeutung: der Text verbindet die Treue zur kirchlichen Überlieferung mit dem Ja zur kritischen Wissenschaft und eröffnet damit neu dem Glauben den Weg ins Heute“.[2]
- Die Interpretation der Bibel in der Kirche, Dokument der Päpstlichen Bibelkommission von Johannes Paul II., 1993, die damals von Kardinal Ratzinger präsidiert wurde.[3] Diese von Ratzinger initiierte, konzipierte und mitverfasste Studie bezeichnet die eigentliche, pure (Apriori freie) historisch-kritische Methode als erforderliches wissenschaftliches Instrument für ein echtes Bibelverständnis: „Die historisch-kritische Methode ist die unerläßliche Methode für die wissenschaftliche Erforschung des Sinnes alter Texte. Da die Heilige Schrift, als «Wort Gottes in menschlicher Sprache», in all ihren Teilen und Quellen von menschlichen Autoren verfasst wurde, lässt ihr echtes Verständnis diese Methode nicht nur als legitim zu, sondern es erfordert auch ihre Anwendung.“ […] „Wenn diese Methode auf objektive Weise angewendet wird, schließt sie kein Apriori in sich. Wenn solche Apriori ihre Anwendung bestimmen, so kommt dies nicht von der Methode her, sondern von hermeneutischen Optionen, die die Auslegung bestimmen und tendenziös sein können.“ […] „Zusammen mit anderen Methoden und Zugängen öffnet sie so dem modernen Leser den Zugang zum Verständnis der Bibeltexte, wie sie heute vorliegen.“ Explizit erwähnt wird in diesem Zusammenhang die Kombination der früher als gegensätzlich gehaltenen historischen Methode mit dem Kanonischen Zugang (Kanonische Exegese), durch welchen „die historisch-kritische Methode nicht ersetzt, sondern ergänzt werden“ soll.

Papst Benedikt XVI. beschreibt im ersten Band seines Jesus-Buches die Grundlage dieser Ergänzung: Die historisch-kritische Methode kann zwar nur das Erscheinende, Belegbare und Nachprüfbare erfassen und die Schriften dementsprechend nur als vergangenheitsbezogenes Menschenwort verstehen. Wenn sie aber nicht durch Apriori (zum Beispiel positivistische Ablehnung von Transzendenz oder Wunder) bestimmt wird, grenzt sich die pure Methode von der theologischen Auslegung nicht ganz ab, somit lässt sich die historische Methode zur eigentlichen Theologie organisch weiterführen.

### Exegese-Technik
Die Ratzinger-Exegese liest die Bibeltexte von der Theologie des apostolischen Glaubensbekenntnisses (Credo) her mit Apriori freier historisch-kritischen Methode, deren Grenze – durch Deutung des göttlich inspirierten „inneren Mehrwerts des Wortes“ – auf die christologisch-theologische Auslegung hin überschritten wird. Die in sich vergangenheitszentrische wissenschaftliche Methode wird dadurch zu einer eigentlichen, auch für Gegenwart und Zukunft bezogenen, Theologie organisch weitergeführt. Die Exegese von Papst Benedikt XVI., die neben historischen auch politische, philosophische, psychologische, pädagogische und naturwissenschaftliche Diskussionen einbindet, wird so aus philologischen und historischen Gründen zu einer exegetischen Theologie.
Diese interdisziplinär breit vernetzte hermeneutische Spirale (Theologie → Exegese → exegetische Theologie) lässt neue Erkenntnisse aus der Heiligen Schrift wachsen, welche die postscriptuelle Schriftwerdung bereichern. Dabei vermittelt der Autor ein ganzheitliches Glaubensverständnis, bei dem Glaube (Empfangen der göttlichen Offenbarung über die nicht sichtbare Wirklichkeit mittels Worte der Bibel) und Geschichte (in Zeit und Raum beschreibbares menschliches Tun) durch ihre gegenseitigen Verbindungen – unter Primat des Empfangens – organisch zusammengehören. Die Ratzinger-Exegese entwickelt eine empfindliche Annäherung zu ihrer programmatischen Frage, „was der heilige Verfasser in seiner Schrift aussagen wollte“ (Dei verbum), gerade auch dadurch, dass ihre postkritische kanonische Auslegung – ähnlicher Weise wie die Evangelien – Glaube und Geschichte quer durch die biblischen Schriften miteinander verbindet.
Bereits in seinem Grundsatzwerk Einführung in das Christentum, das 1968 kurz nach dem Zweiten Vatikanischen Konzil erschien, definierte Joseph Ratzinger seine Auslegungsrichtung zwischen beiden von ihm falsch gehaltenen Wege der modernen Bibelexegese: Christologie auf Historie zu transponieren/reduzieren bzw. die Geschichte in der Theologie zu ignorieren. Dabei kann man die hermeneutische Basis jener neuartigen Exegese erkennen, die im Jesus-Buch des Papstes theologisch-wissenschaftlich definiert und voll entfaltet wird.

### Exegetische Einordnung
Ratzingers Auslegungsmethode lässt sich zum Teil in die vorwiegend in den USA (Mitte 1970er Jahre) entwickelte Kanonische Exegese einordnen, die Texte weniger aus ihrem historischen Kontext, sondern eher aus dem als einheitlich verstandenen Zusammenhang des Bibelkanons verstehen will und so teilweise auf den exegetischen Grundprinzipien von Dei verbum basiert. Außerdem hat für Papst Benedikt XVI. insbesondere die patristische Wirkungsgeschichte Bedeutung. Gerade durch die Verbindung der christologischen und historisch-kritischen Hermeneutiken könnten Einsichten der Väter-Exegese in einem neuen Kontext wieder mehr Bedeutung gewinnen, meint er, da patristische Autoren wie Origenes, Hieronymus oder Augustinus von Hippo einzelne Elemente der heutigen historisch-kritischen Auslegung (Autorenfrage, Quellenfrage) bereits angewandt hatten.
Von daher versucht Ratzinger, sagen Kritiker, ein vom Evangelium nach Johannes her vereinheitlichtes Jesusbild der Evangelien bis hin zu einem Selbstverständnis Jesu als Sohn Gottes als historisch plausibel zu beschreiben. Eher der Veranschaulichung dieses Grundanliegens dienen einzelne Resultate der historischen Forschung. Ratzinger war demgegenüber stets der Meinung, dass die unterschiedlichen christologischen Wege der neutestamentlichen Autoren nicht in eine Einheit bringen lassen (Einführung in das Christentum). Vielmehr will er, wie die Einleitung seines Jesus-Buches betont, die eine, von innen her zusammenhängende, Botschaft der theologisch und historisch vielschichtigen Evangelien herausfiltrieren.

### Philosophisch-theologische Basis
Die ganzheitliche Weltbetrachtung wurzelt in der von Joseph Ratzinger früher, vor allem in seiner Einführung in das Christentum, dargelegten philosophischen Grundlage des christlichen Gottesglaubens, demgemäß beide, offenbarte Glaubenswahrheit und wissenschaftlich nachweisbare historische Fakten, Verborgenes und Sichtbares, ihre Urwirklichkeit im schöpferischen Geist des einzigen, dreieinigen Gottes finden, der nicht nur Sinn, Grund und Wahrheit bedeutender Logos ist, sondern auch Person, schöpferische Freiheit und Liebe, und der seinen Kreaturen Liebe und – als Strukturform allen Seins – Freiheit schenkt. Das primäre Gedachtsein der Menschen durch Gott (Idea) und ihr wahres Selbersein (Quelle ihres Tuns) existieren nebeneinander in Einheit. Somit überschreite der christliche Glaube den bloßen platonischen Idealismus als eine Philosophie der Freiheit, die trotz Freiraum des Bösen (2. Kapitel – Die Versuchungen Jesu) eine vom Geist Gottes geführte Freiheit bedeutet, welche Inhalte und eine Richtung hat: Freiheit zum Guten, zur Liebe, zum wahrhaften Menschsein im Gleichwerden mit Jesus von Nazareth (3. Kapitel – Das Evangelium vom Reich Gottes).
Dies bedeutet Freiheit zum Gott und zum Glauben, „Denn der Glaube ist das Mitgehen mit Christus, in dem das ganze Gesetz erfüllt ist“ und „vergeistigt“ wird. Die Freiheit Jesu baut auf die Verantwortung der von Gott gegebenen Vernunft des Menschen, für welche die Suche nach dem Willen Gottes, das im Tun und Willen Jesu erscheint, eine Wegweisung ist. Diese zeigt den Weg der Liebe, die christliche Grundoption, welche Nonkonformismus mit dem Bösen und einen inneren Umkehr von spontan-bequemen Wegen fordert (4. Kapitel – Die Bergpredigt). „Das ‚Gesetz Christi‘ ist die Freiheit – das ist die Paradoxie der Botschaft des Galater-Briefes“, summiert der Papst im Jesusbuch den paulinischen Kern der christlichen Freiheitsphilosophie, die ein Grundpfeiler seiner Theologie und Exegese ist.

## Bibelauslegung und Konzept des Buches

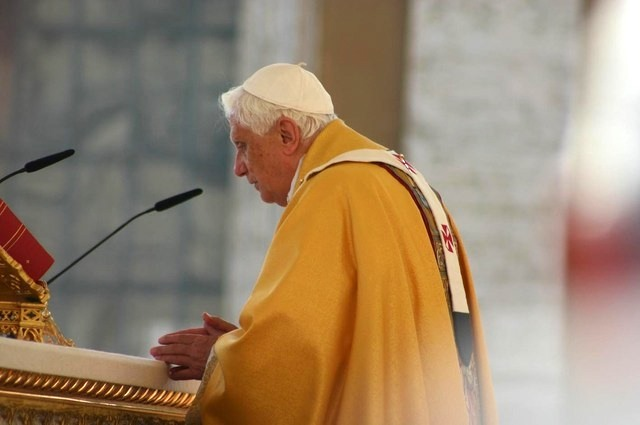
Benedikt XVI. bei der Heiligsprechung der Missionarin Bernarda Bütler (2008)

Jesus von Nazareth ist als theologisches Lesebuch konzipiert, mit der wesentlichen Absicht, „Gestalt und Botschaft Jesu in seinem öffentlichen Wirken darzustellen und dazu zu helfen, dass lebendige Beziehung zu ihm wachsen kann.“ Papst Benedikt XVI. wollte weder eine neue Jesus-Biographie noch ein neues Christologie-Buch schreiben. Es ist vielmehr ein einfühlsamer Wegweiser zu Jesus, zu einer „inneren Freundschaft“ mit ihm. Bereits im Sommer 2003 noch als römischer Kurienkardinal hatte er sein „Jesus-Buch“ angefangen, schreibt der Autor einleitend, zu dem er eigentlich seit seiner frühen Jugend, als er bereits einige begeisternde Jesus-Bücher las, „innerlich unterwegs gewesen“ sei.
Als Autor des Buches wird zuerst Joseph Ratzinger und erst danach der Papstname aufgeführt. Damit will Ratzinger deutlich machen, dass es sich um eine private Veröffentlichung und nicht um eine lehramtliche Verlautbarung (wie zum Beispiel eine Enzyklika) handelt. Das Buch solle seine persönliche Exegese, sein Suchen „nach dem Angesicht des Herrn“ ausdrücken. „Es steht daher jedermann frei, mir zu widersprechen“, schreibt er im Vorwort.
Im 1. Band werden die wichtigsten Ereignisse des irdischen Lebens Jesu in der ersten Hälfte seines öffentlichen Wirkens nach den Berichten der vier Evangelien analysiert. Papst Benedikt XVI. untersucht historisch-kritisch, mit welchem Inhalt und Stil die Verfasser der Evangelien in ihrer Überlieferung die Gestalt Jesu aufbewahrt haben, was sie über Gott und seine frohe Botschaft zum Heil der Menschen mitteilen wollten. Trotz inhaltlichen Unterschieden in den Evangelien (zum Beispiel in ihrer theologischen Auffassung über die Erlösung oder Gottes-Sohnschaft Jesu; Gleichnisse Jesu bei den Synoptikern – Bildrede Jesu bei Johannes) stellen „die vier Schriftsinne […] Dimensionen des einen Wortes“ von Gott dar und drücken „in all ihren historischen Schichtungen doch eine von innen her zusammenhängende Botschaft“ aus.  In diesem Sinne betont der Papst einzelne Gemeinsamkeiten der wesentlich unterschiedlichen Inkarnationstheologie (Menschwerdung Gottes als Erlösende) des Johannesevangeliums und der paulinischen Kreuzestheologie (Kreuz und Auferstehung Jesu als Erlösung der Menschen), welche auch die Synoptiker verwenden. Ratzinger aber strebt keine Synthese dieser christologischen Wege an, wenn er im Tiefsinn des synoptischen Jubelrufes die ganze johanneischen Sohnes-Theologie entdeckt (10. Kapitel), oder wenn er andere Berührungspunkte dieser Theologien findet: „Der gewaltige Prolog des Johannes-Evangeliums »Im Anfang war das Wort und das Wort war bei Gott und das Wort war Gott« sagt nichts anderes, als was der Jesus der Bergpredigt und der Jesus der synoptischen Evangelien sagt. Der Jesus des vierten Evangeliums und der Jesus der Synoptiker ist ein und derselbe: der wahre „historische“ Jesus.“ (4. Kapitel).
Der Ausdruck „historischer“ Jesus stammt von Autoren der historisch-kritischen Forschung, die seit den 1950er Jahren vom Jesusbild der Evangelien abweichende, jedoch von diesem abstrahierte Jesusgestalten zu konstruieren versuchen. Der Papst kommt im Jesus-Buch zu der Erkenntnis, dass die unterschiedlichen Bilder vom historischen Jesus zeitgebundene Interpretationen der jeweiligen Autoren seien, der Christus des Glaubens aber, wie er in der Bibel dargestellt werde, der wahrheitsgemäße Reflex auch seiner historischen Wirklichkeit sei. Er wolle in seinem Buch versuchen, den Jesus der Evangelien als den wirklichen Jesus, als den »historischen Jesus« im eigentlichen Sinn darzustellen. „Ich bin überzeugt und hoffe, auch die Leser können sehen, dass diese Gestalt viel logischer und auch historisch betrachtet viel verständiger ist, als die Rekonstruktionen, mit denen wir in den letzten Jahrzehnten konfrontiert wurden.“  Die Auseinandersetzung zwischen einem historisch rekonstruierten Jesus, wie ihn manche exegetische Schulen hinter den Texten entdecken, und Ratzingers Sicht, die den Glauben der biblischen Verfasser teilt und entfaltet, ist der rote Faden des Buches.
Ausdrücklich wendet sich Benedikt XVI. dennoch „nicht gegen die moderne Exegese“, sondern empfindet diese als ein „Geschenk“, für das er sich im Vorwort bedankt. Er sieht die Stärke und Nutzen der historisch-kritischen Methode im Versuch, den „genauen Anfangssinn der Worte“ der Bibel zu suchen, wie sie „an ihrem Ort und in ihrem Zeitpunkt gemeint waren“, und Vergangenes genau darzulegen:

„Denn für den biblischen Glauben ist es wesentlich, dass er sich auf wirklich historisches Geschehen bezieht. Dieser erzählt nicht Geschichten als Symbole für übergeschichtliche Wahrheiten, sondern er gründet Geschichte, die sich auf dem Boden dieser Erde zugetragen hat. Das Factum historicum ist für ihn nicht eine auswechselbare symbolische Chiffre, sondern konstruktiver Grund: Et incarnatus est [Und das Wort ist Fleisch geworden, Joh 1,14] – mit diesem Wort bekennen wir uns zu dem tatsächlichen Hereintreten Gottes in die reale Geschichte.“

Dieses direkte Handeln Gottes – als Sohn – in der Weltgeschichte sei in den Evangelien auch datiert:

„Das Wirken Jesu ist nicht als ein mythisches Irgendwann anzusehen, das zugleich immer und nie bedeuten kann; es ist genau datierbares historisches Ereignis mit dem ganzen Ernst wirklich geschehener menschlicher Geschichte – mit ihrer Einmaligkeit, deren Weise von Gleichzeitigkeit mit allen Zeiten anders ist als die Zeitlosigkeit des Mythos.“

Papst Benedikt XVI. würdigt auch andere Stärken der modernen Exegese: sie visualisiert die geschichtliche (postscriptuelle)  Schriftwerdung der in der Bibel überlieferten Worte (das heißt das Werden und Wachsen der göttlichen Offenbarung bzw. des ihr zugeordneten Glaubens in der Geschichte durch fortwährende Gewinnung von Erkenntnissen aus der Bibel) durch immer neue „Relectures“:

„Die alten Texte werden in neuer Situation neu aufgenommen, neu verstanden, neu gelesen. Im Neulesen, Fortlesen, in stillen Korrekturen, Vertiefungen und Ausweitungen trägt sich die Schriftwerdung als ein Prozess des Wortes zu, das allmählich seine innere  Potentialitäten entfaltet, die irgendwie wie Samen bereitlagen, aber erst in der Herausforderung neuer Situationen, in neuen Erfahrnissen und Erleidnissen sich öffnen.“

Dies ist Ausdruck davon, dass die Geschichte – in einzigartiger Weise unter allen Religionen – strukturell zum Christentum hingehört. Das Dokument Dei verbum des Zweiten Vatikanischen Konzils formuliert dies so:

„Unsere heilige Mutter, die Kirche, hat entschieden und unentwegt daran festgehalten und hält daran fest, daß die vier genannten Evangelien, deren Geschichtlichkeit sie ohne Bedenken bejaht, zuverlässig überliefern, was Jesus, der Sohn Gottes, in seinem Leben unter den Menschen zu deren ewigem Heil wirklich getan und gelehrt hat bis zu dem Tag, da er aufgenommen wurde (vgl. Apg 1,1-2).“

Im gesamten Buch bezieht sich der Autor auf fachlich angesehene Theologen (zum Beispiel Rudolf Bultmann, Martin Hengel, Jacob Neusner, Rudolf Schnackenburg, Albert Schweitzer, Peter Stuhlmacher, Thomas Söding) und knüpft an wissenschaftliche Diskurse an. Die Welt verweist darauf, dass dieses Buch weit davon entfernt sei, leichte Kost zu sein, da neben einem kirchlichen Fremdwortschatz auch die Auseinandersetzung mit Exegeten erfolge, welche der breiten Öffentlichkeit oft unbekannt seien.
Für Kenner bieten jedoch die auslegungskritischen Teile des Buches eine kompakte theologiegeschichtliche Übersicht zu einzelnen exegetischen Fragen. Am Ende des Bandes befinden sich außerdem ein kommentiertes Literaturverzeichnis des Autors, sowie – in Zusammenstellung des Verlages – ein Glossar über theologische Begriffe, ein Sach- und ein Namensregister, ein Register der erwähnten Bibelstellen und ein Abkürzungsverzeichnis, welche das Lesen des Buches für ein breiteres Publikum leichter machen. Das Kennen der Bibel ist wichtig, jedoch keine Voraussetzung für das Verstehen des Jesus-Buches, das zum Nach- bzw. Neulesen der Bibel, vor allem des Neuen Testaments und insbesondere der 4 Evangelien von ihrem innersten Kern her einlädt. Die häufigen Quellenangaben erleichtern das Parallel-Lesen der diskutierten Bibelstellen zu den Auslegungen des Jesus-Buches.
Papst Benedikt XVI. zitiert bei zahlreichen Bibelstellen seine eigene Übersetzung aus dem Urtext. Auch dies erlaubt ihm manche hagiographische Neuentdeckungen im Inhalt und historischen Hintergrund beider Testamente der Heiligen Schrift (vgl. Kapitel 8, Der Hirte).

## Inhalt

### 1. Kapitel – Die Taufe Jesu

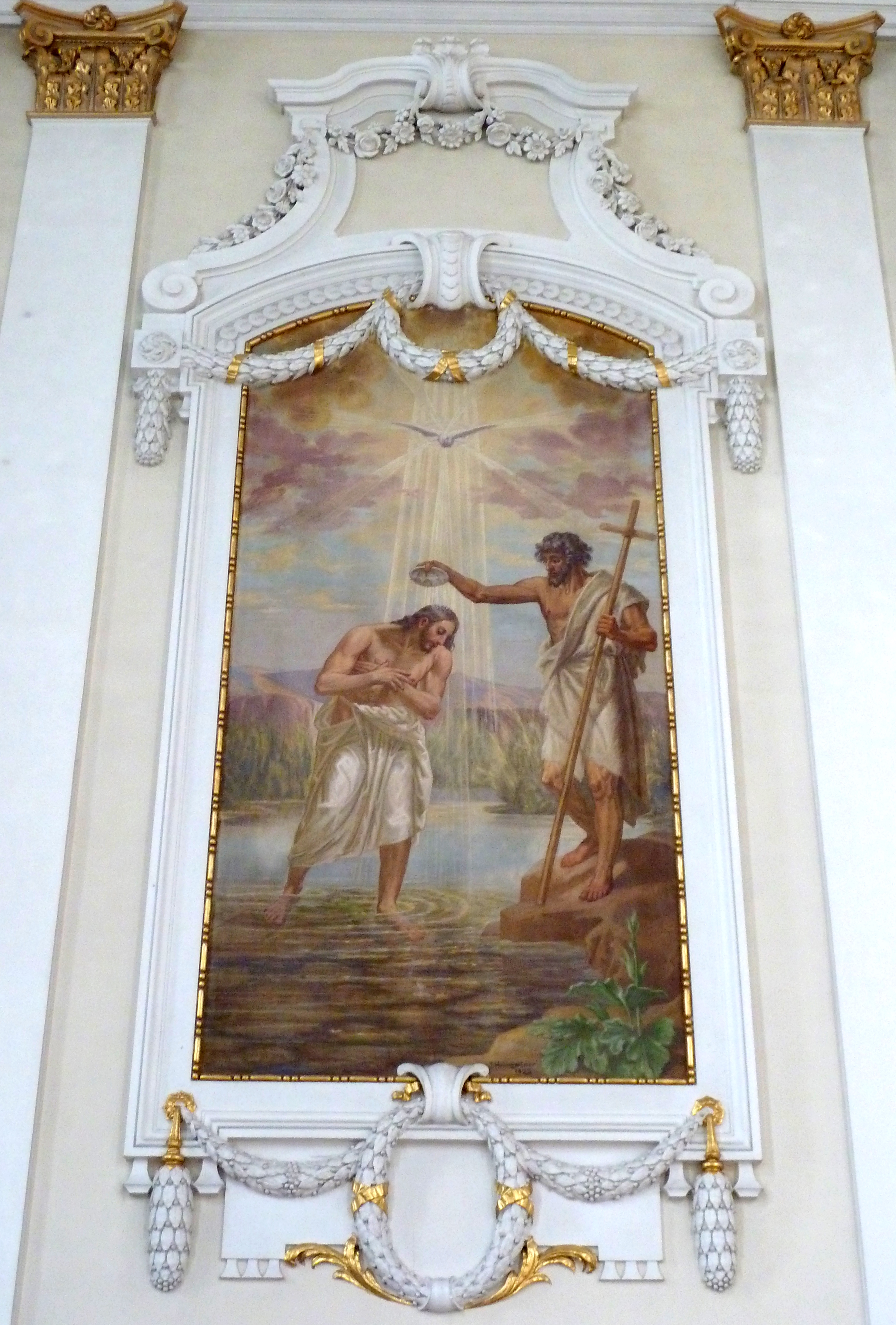
Taufe Jesu Christi am Fresko von Josef Heimgartner (1920) in der Kirche St. Nikolaus, Altstätten

Die Titelwahl des Bandes deutet nicht bloß auf eine chronologische Aufteilung des öffentlichen Wirkens Jesu hin. Seine Taufe und Verklärung sind die beiden Ereignisse im Evangelium, bei denen Gott direkt spricht: „Dies ist mein geliebter Sohn, an dem ich Gefallen gefunden habe.“ (Taufe) und „Dies ist mein geliebter Sohn, auf ihn sollt ihr hören.“ (Verklärung). Zur feierlichen Proklamation der Sohnschaft und der Sendung Jesu (Taufe), trete ein Imperativ (Verklärung) an die Jünger Jesu hinzu.
Das Eintauchen Jesu ins Wasser des Jordans bei seiner Bußtaufe durch Johannes der Täufer symbolisiere sein späteres Untersteigen in die Hölle, das nicht zuschauend passiere, wie bei Dante, „sondern mit-leidend, um-leidend und damit umwandelnd“. Dies gehöre zum Kern seiner Sendung: „Jesus muss […] in das Drama der menschlichen Existenz hineintreten, es bis in seine letzten Tiefe durchschreiten“, so nehme er, der unschuldige Lamm Gottes – dieser Ausdruck gebe „den kreuzestheologischen Charakter von Jesu Taufe“ –, die Sünden der ganzen Welt auf sich, um den Tod für die Menschheit zu überwinden, sie zu erlösen. Das Auftauchen Jesu aus dem Wasser sei die Vorwegnahme (Antizipation) seiner Auferstehung, auf die die Taufstimme Gottes vorweist.
Die Universalität – Erlösung der ganzen Menschheit – sei die eigentliche Mitte der Sendung Jesu: „Israel ist nicht für sich selber da, sondern seine Erwählung ist der Weg, auf dem Gott zu allen kommen will“. Das Kapitel skizziert kurz die damaligen politisch-religiösen Umstände Israels, erwähnt auch die Qumran-Schriften und ihre „vielfältige Berührungen mit der christlichen Botschaft“. Es scheine, „dass Johannes der Täufer, aber vielleicht auch Jesus und seine Familie dieser Gemeinschaft nahestanden“, welche zur Zeit Jesu in Qumran nahe zum Jordan lebte (s. Prophetie zur Zeit Jesu).
Bei der Taufe Jesu begegnen sich der Gottvater und der Heilige Geist mit dem Gottessohn, dabei manifestiert sich die Dreifaltigkeit (Trinität) Gottes, die von da her bis zum universellen Missionsauftrag Jesu an seinen Jüngern: „Geht zu allen Völkern und … tauft sie im Namen des Vaters und des Sohnes und des Heiligen Geistes …“ ein Bogen reicht. Die christliche Taufe sei ein Eintreten in die johanneische Taufe Jesu und dadurch Empfang einer gegenseitigen Identifikation mit ihm.

### 2. Kapitel – Die Versuchungen Jesu
Die Versuchungsgeschichte erscheine – wie auch die Taufe Jesu – als eine Antizipation seines ganzen Weges (Wundertaten, Gottvertrauen, Rettung mittels Durchleiden des menschlichen Dramas). Der Kern der Versuchungen durch den Teufel während des 40-tägigen Fasten Jesu in der Wüste sei „das Beiseiteschieben Gottes“, das Jesus zurückweist. Macht und Brot alleine anzupreisen und Gott als Illusion zu betrachten, seien Versuchungen auch der Gegenwart, mahnt Papst Benedikt XVI.
Bei der ersten Versuchung Jesu, von sich auf Verlangen ein Gotteszeichen zu geben, in dem er Steine zu Brot verwandelt und bei der zweiten Versuchung, Glaube von sichtbarer göttlichen Schutzgewährung abhängig zu machen, gehe es um die Frage von Gottesbeweis und das Ringen um das Gottesbild, „ein alle Zeiten betreffender Disput um die rechte Schriftauslegung“. Warum Gott sich nicht deutlicher erkennen lässt, bleibe sein Geheimnis. Ein unbegrenztes Vertrauen zu Gott, das Jesus auf seinem Weg zum Kreuz zeigt, könne Gewissheit geben, dass man auch „in allen Schrecknissen […] einen letzten Schutz [Gottes] nicht verliert“. Gott könne jedoch in distanzierten „Laborbedingungen“, ohne die Dimension der Liebe und des inneren Hörens, nicht gefunden werden. Zur Brotversuchung gebe es zwei anderen Brotgeschichten im Leben Jesu: das Brotwunder und das letzte Abendmahl, das in der Eucharistie „zum immer währenden Brotwunder Jesu wird“.
In der dritten Versuchung bietet der Teufel Jesus auf einem hohen Berg alle Reiche der Erde an, Jesus aber stellt Gottes Reich, das er durch sein „Sich-Verlieren als Weg zum Leben“ verkündet, darüber. Alle Mächte, die der Satan Jesus gezeigt hätte, seien seither versunken, die demütige und leidensbereite Liebe Christi sei jedoch bleibend. Gottes Macht sei leise in dieser Welt, aber es sei die wahre, rettende Macht: „nur Macht, die unter dem Segen Gottes steht, kann verlässlich sein.“ Auch diese Versuchung habe zwei Gegenstücke, die den Weg Jesu markieren: der Hügel Golgota, sein Kreuzigungsort, und ein anderer Berg in Galiläa, an dem der auferstandene Jesus seinen Jüngern vor der Erteilung seines Missionsauftrages erklärte, dass ihm „alle Macht im Himmel und auf Erden“ gegeben sei.
Was habe aber Jesus eigentlich gebracht, wenn durch seine Allmacht nicht überall Frieden und Wohlstand herrscht? – fragt der Papst: „Die Antwort lautet ganz einfach: Gott. […] den Gott Abrahams, Isaaks und Jakobs, den wahren Gott, hat er zu den Völkern der Erde gebracht. […] und damit die Wahrheit über unser Wohin und Woher; den Glauben, die Hoffnung und die Liebe“.

### 3. Kapitel – Das Evangelium vom Reich Gottes
Jesus – wie vor ihm auch der hingerichtete Johannes der Täufer – verkündete das Evangelium Gottes über die erfüllte Zeit, Nähe des Gottesreiches, Umkehr und Glaube. Das Evangelium bedeute da: „vollmächtige Botschaft“, ihr zentrales Inhalt sei: „Das Reich Gottes ist nahe“. Das Kapitel gibt zuerst einen kurzen theologiegeschichtlichen und -kritischen Überblick von den unterschiedlichen Auslegungen des äußerst komplexen Begriffes „Gottes Reich“ von Origenes bis heute.
Die Botschaft Jesu sei „durch und durch theo-zentrisch“ (gottzentrisch), lautet die Exegese des Papstes. Die Gottesherrschaft betreffe nicht nur die Zukunft, sondern – in Form von deren Antizipation (Vorwegnahme) – auch die Gegenwart: als Kirchenliturgie und als „lebensgestaltende Macht durch das Beten und Sein des Gläubigen, der […] so auch an der künftigen Welt im Voraus Anteil erhält.“ Die Ankündigung dieser Herrschaft Gottes basiere auf den Prophezeiungen des Alten Testaments, die Botschaft Jesu überschreite ihn jedoch durch ihre Naherwartung: „Das Reich Gottes ist nahe gekommen“ (Markusevangelium 1,15), „ist schon zu euch gekommen“ (Evangelium nach Matthäus 12,28), ist „mitten unter euch“ (Lukasevangelium 17,21).
Die eigentliche Bedeutung des Wortes „Reich Gottes“, der die ganze Verkündigung Jesu durchzieht, könne man nur von der Ganzheit seiner Botschaft her verstehen. Durch ganzheitliche exegetische Forschung gelangt der Papst zu seiner Auslegung, dass Jesus mit dem Wort „Reich Gottes“ und deren Nähe auf sich selbst verweise: „Er, der in unserer Mitte steht, ist das Reich Gottes“ (vgl. insbesondere mit den obigen Jesus-Zitaten der synoptischen Evangelien betreffend Naherwartung). Nicht die physische Gegenwart Jesu, sondern sein Wirken durch den Heiligen Geist verkörpere das Gottesreich.
Durch diese Interpretation „fügen sich die verschiedenen, scheinbar widersprüchlichen Aspekte [vom Reich Gottes] zusammen“ und würden Aussagen über die erfüllte Zeit zur Umkehr, Buße und Freude, über Niedrigkeit und Verborgenheit des Reiches, der Vergleich mit dem vergrabenen Schatz oder das grundlegende Bild des Samens verständlich. Gott gehe in Jesus auf uns zu. In ihm und durch ihn werde das „Reich Gottes jetzt und hier Gegenwart“ und durch die Gegenwart und Wirken Jesu trete „Gott als Handelnder ganz neu jetzt und hier in die Geschichte hinein“.
Das Evangelium Jesu vom Reich Gottes bringe der Menschheit nicht nur eine informative Mitteilung, sondern auch eine performative (verändernde) Aktion, eine „wirksame Kraft, die heilend und verwandelnd in die Welt eintritt“.

### 4. Kapitel – Die Bergpredigt
Die Bergpredigt, eine große Redekomposition Jesu, werde von den Evangelisten Matthäus und Lukas mit unterschiedlichen Akzenten überliefert. Der Papst analysiert drei wichtigen Teile der Bergpredigt: Seligpreisungen, Neufassung der Tora durch Jesus, Vaterunser-Gebet.
Die Seligpreisungen – ein Wegweiser der Hoffnung – bilden die „programmatische Einführung“ der Bergpredigt. Sie tragen eine verborgene, manchmal offene Christologie in sich, und erscheinen wie ein Porträt der Gestalt Jesu. Sie geben an, was Jüngerschaft bedeute, somit zeigen sie den Weg insbesondere für die Kirche. Mit ihren Paradoxien stellen sie „die Frage nach der christlichen Grundoption“, die von Heiligen – „die wahre Ausleger der Heiligen Schrift“ – gelebt wurde. Verzicht und Verantwortung für die Nächsten können erst, wenn sie durch den Glauben inspiriert werden, Gerechtigkeit bringen. Die Seligpreisungen ermutigen unter anderem zu einem Nonkonformismus gegen aufgedrängte Verhaltensmuster, sowohl durch Totalitarismus, wie durch eine „Diktatur der Gewöhnlichkeit“.
Die Grundfrage sei: Stimme die Richtung der Wegweiser der Seligpreisungen und Wehrufe? Sei es nicht bloß eine Religion des Ressentiments von Neidern gegenüber Glücklichen? „Ist es denn wirklich schlimm, reich zu sein – satt zu sein – zu lachen – gelobt zu werden?“ Nein, das eigentlich Schlimme sei „die anmaßende Selbstherrlichkeit, in der der Mensch sich zur Gottheit erhebt“, um an allem zu herrschen. „Die wahre „Moral“ des Christentums ist die Liebe. Und die steht freilich der Selbstsucht entgegen …“ Nur der Weg der Liebe, deren Pfade in der Bergpredigt seien, führe zum Reichtum des Lebens.
Die Tora, die 5 Bücher von Moses, enthält 613 Gebote, die heute kaum von jemand mehr vollumfänglich eingehalten werden. Jesus biete in der Bergpredigt „sozusagen die Tora des Messias“ dar, in Form von Antithesen zur Mose-Tora: „Es ist gesagt worden […] Ich aber sage euch …“ – „Nicht nur nicht töten, sondern dem unversöhnten Bruder zur Versöhnung entgegengehen. […] Nicht nur Gleichheit im Recht (Aug‘ um Auge, Zahn um Zahn), sondern sich schlagen lassen, ohne zurückschlagen; nicht nur den Nächsten lieben, sondern auch den Feind.“ Der Schabbat (Gebot des Ruhetages als Anpreisung der Schöpfung, an deren 7. Tag Gott geruht hatte) solle nun den Menschen dienen und nicht umgekehrt. Andererseits betone Jesus mit Nachdruck, dass er den Alten Bund Israels mit Gott nicht aufheben, sondern erfüllen wolle.
Der Papst löst dieses Paradoxon so: Die Neufassung der Tora durch die „Vergeistlichung des Gesetzes“ des Alten Bundes könne nur dann geschichtsbildend sein, „wenn die Autorität dieser neuen Auslegung nicht geringer ist, als die des ursprünglichen Textes selber: Es muss eine göttliche Autorität sein“. Jesus, der als Gottessohn in der Vollmacht des einen lebendigen Gottes – Offenbarer der Tora – wirkt, rufe damit zu keinem „Ungehorsam gegen Gottes Gebote“ auf. Anders formuliert: die neue Freiheit, die zur „Universalisierung von Israels Glauben und Hoffen“ und Erweiterung des Gottesvolkes auf alle Menschen, notwendig sei, „kann nur durch einen größeren Gehorsam ermöglicht werden“. Das „Gesetz Christi“ also, wie Paulus von Tarsus in seinem Galaterbrief schreibt, sei die Freiheit – dies töne wiederum als Paradoxie. Die neue Freiheit habe jedoch Inhalt und eine bestimmte Richtung in der Nachfolge Jesu: „Freiheit zu Guten, […] die sich vom Geist Gottes führen lässt“ und auch innere Umkehr von einem spontanen leichten Weg verlange – dies sei auch nicht bequem.
Die Psalmen und die Prophetenbücher des Alten Testaments beschreiben „mit wachsender Deutlichkeit die Verheißung, dass das Heil Gottes zu allen Völkern kommen wird.“ Bereits die Propheten entwickelten eine verändernde innere Dynamik der Tora (prophetische Kritik), in der sie Gottes- und Nächstenliebe untrennbar verbanden. Jesus führe diese Dynamik radikal weiter, in dem er die konkreten Rechts- und Sozialordnungen Israels aus der Sakralität (aus dem direkten Gottesbereich) herausnimmt und der Freiheit der Menschen und der Verantwortung ihrer Vernunft überträgt, welche mit ihm – so mit Gott – eine Willensgemeinschaft, universale Familie, den Neuen Bund bilden. Gerade durch diese, von ihrem Inneren heraus, geführte Universalisierung der Tora erfülle Jesus die Schrift, weil er damit das, „worum es in der Tora zutiefst geht“, die Gottes- und Nächstenliebe, „zum Lebensweg aller gemacht hat.“

### 5. Kapitel – Das Gebet des Herrn

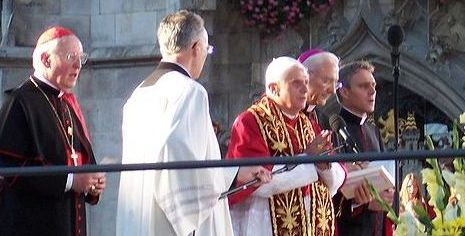
Papst Benedikt XVI. betet das Vaterunser, das Gebet Jesu, vor der Mariensäule in München (2006)

Das Vaterunser, ein Gebet Jesu, mit dem er seine Jünger und uns beten lehre, „umfasst die ganze Weite des Menschseins aller Zeiten“. Man bete dabei „mit Christus durch den Heiligen Geist zum Vater“, damit sei es ein trinitarisches Gebet. Als „Wir-Gebet“ werde es gemeinsam vorgetragen, dabei müssten sich das Gemeinschaftliche und das ganz Persönliche durchdringen. Der ausführlicher überlieferte Matthäustext kann in 3 „Du-Bitten“, welche die Attribute Gottes (seinen Namen, sein Reich und seinen Willen) betreffen, und 4 „Wir-Bitten“, bei denen es um unsere Hoffnungen und Bedürfnisse geht, zweigeteilt werden. Diese 2 Teile seien, ähnlich wie die 2 Täfeln des Dekalogs, Wegweiser zu beiden Teilen des Hauptgebotes, zu Gottes- und Nächstenliebe. Der Papst – wie Matthäus in seinem Evangelium – legt am Kapitelanfang seine kleine Katechese über das Beten dar, die bis zum innigsten Kern der menschlichen Gottesbeziehung dringt.

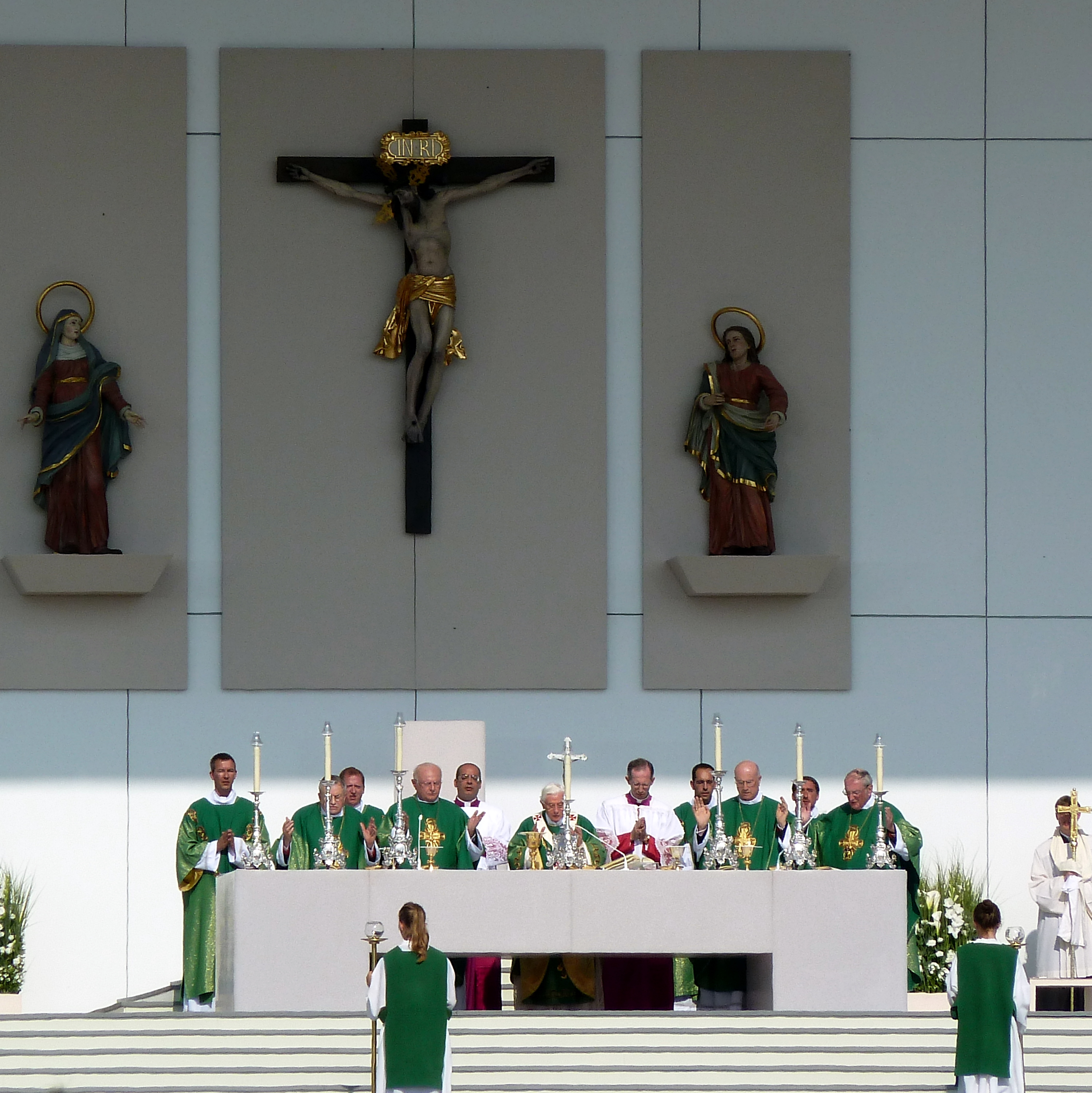
Benedikt XVI. singt das Vaterunser an der historischen ersten Papstmesse in Freiburg i. Br. (2011)

Vater unser in den Himmeln – Das Vatersein Gottes für die Menschen weise zwei Dimensionen auf. Es bestehe von der Schöpfung her, vor allem aber könne es sich durch eine immer tiefere Gemeinschaft mit Jesus – dem Sohn Gottes – dynamisch entwickeln: „Nur im Wir der Jünger können wir Gott Vater sagen“. Deshalb ist das Gebetswort „unser“. Das Wort verlange auch, für die Geschwister „unser Ohr und unser Herz zu öffnen“. Die irdische Vaterschaft trenne die Menschen voneinander, die himmlische dagegen, die Maß und Ursprung aller Vaterschaft, die wirklichere, ewige Vaterschaft, sei, einige sie über alle Grenzen und Mauern.
Geheiligt werde dein Name – Diese Bitte erinnere an das 2. Gebot des Dekalogs: „Du sollst den Namen Gottes nicht verunehren“. Deshalb habe Gott keinen aussprechbaren Namen in der hebräischen Tora. Durch die Menschwerdung in Jesus bekäme aber Gott einen Namen, so sei er ansprechbar für die Menschen geworden, gleich aber auch verletzbar durch sie, dies führte zur Kreuzigung Jesu. Je näher Gott zu uns sei – mit seinem Namen, ihrem Angesicht, ihrer Gegenwart in der Eucharistie –, desto leichter könne seine Gestalt entstellt, verschmutzt werden. Dagegen sei die Bitte für Reinhaltung und Heiligung seinen Namen.
Dein Reich komme – Mit dieser Bitte anerkenne man den „Primat Gottes“ und seine „Ordnung der Prioritäten für das menschliche Tun“, welche „kein Automatismus einer funktionierenden Welt“, sondern „die Maßstäblichkeit seines Willens“ für das Recht unter den Menschen sei. Salomos Bitte nach hörendem Herz, um Gut und Böse zu unterscheiden können, sei durch die Begegnung mit Christus tiefer und konkreter geworden, nämlich „zur Bitte um die Gemeinschaft mit Jesus Christus“. Jesus sei in Person das Reich Gottes (vgl. 3. Kapitel), das durch unser hörendes Herz, unser Sinnesorgan zur Wahrnehmung Gottes, komme.
Dein Wille geschehe, wie im Himmel so auf Erden – Diese Bitte mache einerseits deutlich: „Es gibt einen Willen Gottes mit uns und für uns, der Maßstab unseres Wollens und Seins werden muss.“ Andererseits: Himmel sei, wo Gottes Wille unverbrüchlich geschehe. „Die heiligen Schriften gehen davon aus, dass der Mensch im Innersten um Gottes Wille weiß, […] das wir Gewissen nennen (vgl. z. B. Röm 2,15)“. Da der Wille Gottes aus dem Sein Gottes komme, führe sein Wille uns, die von Gott kommen, in die Wahrheit unseres Seins. Durch die Auslegung des Hebräerbriefes könne Jesu ganze Existenz so zusammengefasst werden: „Ja, ich komme, um deinen Willen zu tun.“ Jesu Willenseinheit mit dem Vater sei Kern seines Seins überhaupt. Von da aus verstehe man, „dass Jesus selbst im tiefsten und eigentlichen Sinn „der Himmel“ ist – er, in dem und durch den Gottes Wille ganz geschieht.“ Auch für die irdische Welt bitte man dies, damit Gottes Wille die Schwerkraft unserer Eigensucht überwinde, die uns von ihm wegziehe.
Unser tägliches Brot gib uns heute – Das Wort „tägliches“ sei eine Übersetzung des griechischen Wortes „epioúsios“, das außer dem Evangelium kaum vorkommt. Seine richtige Deutung sei: „künftiges“, mit eschatologischem Inhalt. Dies sei – wie die meisten Kirchenväter es verstanden hätten – eine Eucharistie-Bitte „um eine Antizipation der kommenden Welt, […] dass der Herr schon „heute“ das künftige Brot schenke, das Brot der neuen Welt – sich selbst“. Jesus, in dem der Logos, das ewige Wort Gottes, „Fleisch“ geworden sei, werde konkret zum Brot für die Menschen. „Diese äußerste Verleiblichung“ bedeute gleich „die wahre Vergeistigung.“ Auch die irdische Bedeutung des Brotes sei hier wichtig, so solle aus dem „Morgigen“, aus der Liebe Gottes, auch heute Verantwortung füreinander wachsen.
Und vergib uns unsere Schuld, wie auch wir unseren Schuldnern vergeben haben – Das Thema Vergebung ziehe das ganze Evangelium durch. Die Verkettung von Schuld und Vergeltung könne nur mit Vergebung unterbrochen werden. Sie bedeute nicht bloß Ignorieren oder Vergessenwollen, sondern das Überwinden eines Unheils durch innere Reinigung, in die auch der Schuldige einbezogen wird, um beide Beteiligte zu erneuern. Es koste viel Kraft, Einsatz des Herzens, der ganzen Existenz, und könne nur durch die Gemeinschaft mit Jesus richtig wirksam werden, der unser aller Last stellvertretend bis zum Kreuz getragen habe. Diese Bitte stelle somit nicht nur einen moralischen Appell, sondern ein christologisches Gebet dar.
Und führe uns nicht in Versuchung – Die Versuchung Jesu durch den Teufel (vgl. 2. Kapitel) gehöre zu seiner messianischen Aufgabe. Gerade dadurch, dass er diese ohne Sünde durchgelitten habe, könne er anderen helfen, die in Versuchung geführt würden, betone der Hebräerbrief. Bei der satanischen Versuchung von Ijob, der unter qualvollem Leiden an seinem Gottesvertrauen festhalte und so die Ehre des Menschen stellvertretend wieder herstelle, zeichne sich bereits das Geheimnis Christi in vieler Hinsicht ab. Große Heilige, die schwere Versuchungen bestanden hätten, stünden „in ganz besonderer Weise in der Gemeinschaft mit Jesus.“ Diese Bitte solle – mit Worten von Paulus – Gewissheit geben: „Gott […] wird nicht zulassen, dass ihr über eure Kraft hinaus versucht werdet.“ (1 Kor 10,13)
Sondern erlöse uns von den Bösen – Die vorherige Bitte und diese, um die zentrale Hoffnung des christlichen Glaubens, die Bitte um Erlösung, gehörten ganz eng zusammen. Die neue Übersetzung des Vaterunsers lasse offen, ob dabei das oder der Böse gemeint sei, sie seien aber auch nicht ganz trennbar. Solange man an Gott festhalte, könne kein Übel das Heil gefährden – dies sei die Aussage auch des ganzen Vaterunsers. So bitte man hier zutiefst dafür, „dass uns der Glaube nicht entrissen wird, der uns Gott sehen lässt, der uns mit Christus verbindet.“ Durch diese Bitte kehre der Betende zu den drei anfänglichen Du-Bitten zurück, da man mit der Erlösungs-Bitte „letztlich um Gottes Reich, um Einswerden mit seinem Willen, um Heiligung seines Namens“ bitte.

### 6. Kapitel – Die Jünger

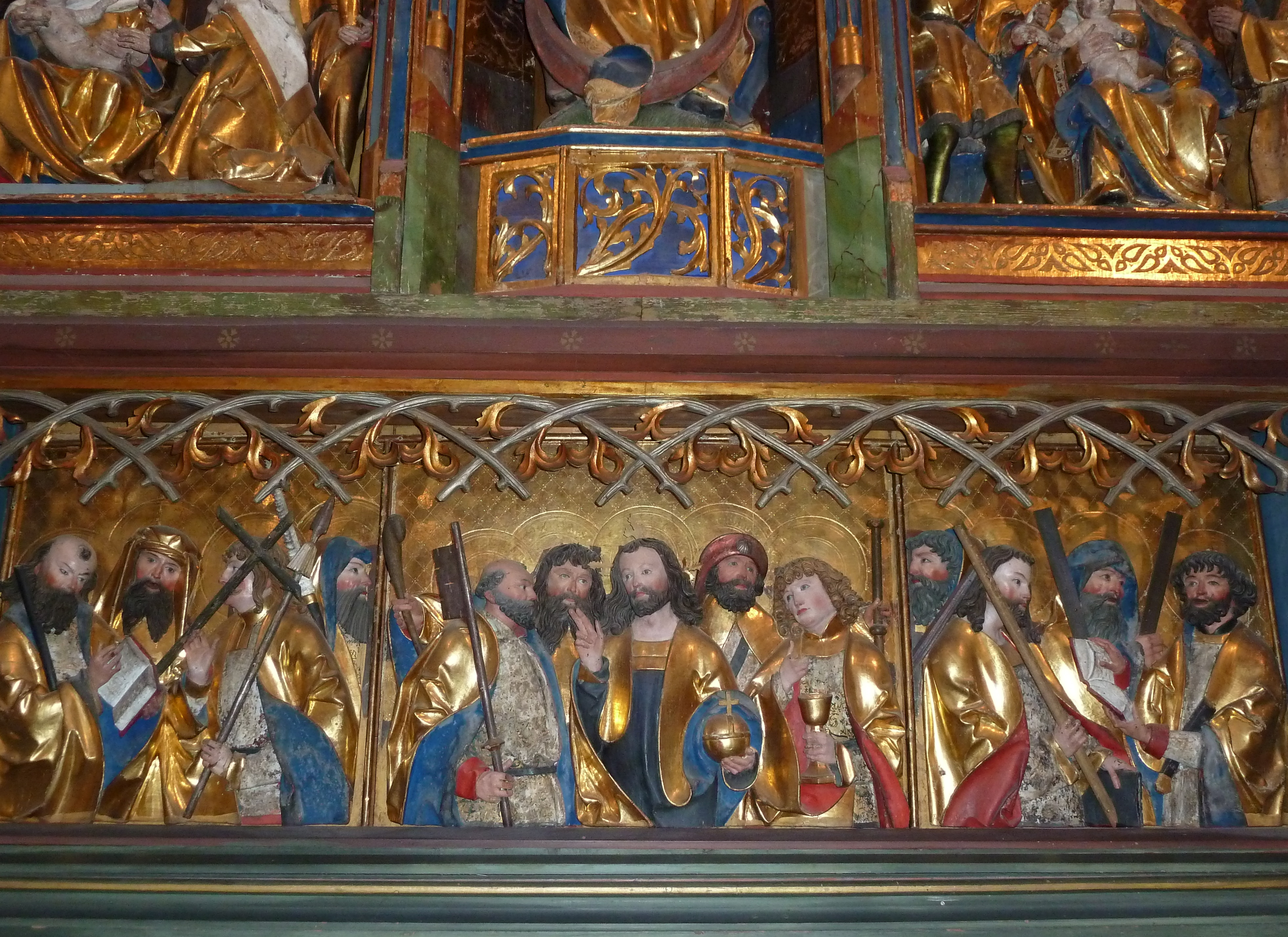
Jesus und die Apostel an einem Altar des süddeutschen Bildhauers Ivo Strigel, 1512

Das Auswählen der 12 Apostel durch Jesus zum inneren Kern seiner Jüngerschaft bezwecke ihr Mitsein mit Jesus, das Austragen Jesu Botschaft in die Welt und Organisieren der neuen Gottesfamilie. Weit über alles bloß Funktionale hinaus erhalte diese Berufung auf Grund ihres Ursprungs einen zutiefst theo-logischen Sinn. Sie geschehe nach einem langen Gebet Jesu mit Gott (Lk 6,12-16) und wurzele sich somit in diesem göttlichen Dialog vom Sohn und Vater. Der theologische Charakter der Berufung werde durch den Markus-Text verstärkt: „Er ruft die herbei, die er wollte“ (Mk 3,13). Gottes Diener zu werden, sei kein Selbstentscheid und keine Suche, wie ein Arbeitgeber seine Leute suche, sondern „ein Ereignis der Erwählung, ein Willensentscheid des Herrn, der wiederum in seiner Willenseinheit mit dem Vater verankert ist.“
Mitsein und Gesandtsein gehörten offenbar zusammen. Durch ihr Mitsein mit Jesus sollten die Apostel das Einssein Jesu mit dem Vater erkennen. Das Mitsein trage aber auch die Dynamik ihr Gesandtsein in sich, da ja Jesu ganzes Sein Sendung sei. Als Gesandte Jesu verkündigten sie – wie Jesus – die Botschaft über das Reich Gottes. Dies bleibe nicht bloß Belehrung, sondern werde dadurch, dass sie zu Begegnung mit Jesus führe, zum Ereignis, wie auch Jesus selbst Ereignis, Gottes Wort in Person sei.
Jesus habe die 12 Apostel zu verkündigen gesendet und, wie das Evangelium nach Matthäus formuliert, „gab ihnen Vollmacht, die unreinen Geister auszutreiben und alle Krankheiten zu heilen“ (Mt 10,1). Die Verkündigung sei auch ein Ringen mit bösen Mächten, die damals wie heute nicht immer sichtbar seien. „Exorzisieren“, Entmachten solcher Kräfte, also „die Welt in das Licht der ratio stellen, die von der ewigen schöpferischen Vernunft und ihrer heilenden Güte herkommt und auf sie zurückweist – das ist eine bleibende, zentrale Aufgabe der Boten Jesu Christi.“ Nicht nur durch Fachterminologie, sondern auch mit lyrischen Worten einer Predigt beschreibt der Papst dieses christliche Engagement um die Gewissheit, „dass der Herr uns im Glauben die reine Atemluft zurückgibt – den Atem der Schöpfer, Atem des Heiligen Geistes, durch den allein die Welt gesunden kann.“
Die Heilungswunder Jesu und der Apostel bildeten im Ganzen ihres Wirkens um das Gottesreich ein untergeordnetes Element, auch wenn das Heilen eine wesentliche Dimension des christlichen Glaubens sei. Als Verweis auf die gütige Macht Gottes seien diese Heilungen ein Anruf, zu glauben und von den heilenden Kräften der Vernunft Gottes Gebrauch zu machen, im Wissen, dass nur das Einswerden mit Jesus die wahre Heilung des Menschen sein könne.
Durch die Berufung der Zwölf offenbare sich Jesus als der neue Jakob, Stammvater der universal gewordenen Gottesfamilie, des endgültigen Israel (von den zwölf Söhnen Jakobs werden die zwölf Stämme Israels abgeleitet). Die zwölf Apostel, unter ihnen Zeloten (Eiferer), Fischer, Zöllner und andere, seien höchst unterschiedliche Menschen gewesen, gerade damit verkörpere ihre Gemeinschaft die Kirche aller Zeiten und die Schwere ihres Auftrags, die Menschen „im Eifer Jesu Christi“ zu einigen.

### 7. Kapitel – Die Botschaft der Gleichnisse
Nach einem Überblick zur Exegesen-Geschichte der Gleichnisse Jesu wird die Auslegung des Papstes zum Inhalt und Zweck der Gleichnisse dargestellt.
In der ganzen Botschaft Jesu werde das „Reich Gottes“ mit einem Samenkorn verglichen, in dem ja auch das Zukünftige, die aus ihm wachsende Pflanze, bereits verborgen gegenwärtig sei. Das Samen-Gleichnis in den synoptischen Evangelien sage: die Zeit Jesu und seiner Jünger sei die Zeit des Säens; der Samen bedeute die Gegenwart der Verheißung. Jesus enthülle im Johannesevangelium den vollen Sinn dieses Vergleichs mit dem Korn: „wenn es stirbt, bringt es reiche Frucht“. Es werde sichtbar: das Korn und das damit verglichene Gottesreich sei Jesus selbst (vgl. auch 3. Kapitel) und der Kreuzestod Jesu bringe die künftige, reiche Frucht des ewigen Lebens. Die Gleichnisse Jesu würden so am Kreuz entschlüsselt, damit würden sie zum Mysterium des Kreuzes, zum Gottesgeheimnis Jesu gehören.
Im Allgemeinen würden Gleichnisse als didaktische Stützen helfen, von den eigenen Kenntnissen heraus zum bisher Unbekannten zu führen. Jesus führe uns vom Alltäglichen heraus zum handelnden Gott hin, vermittle dabei neue, performative Kenntnis, die unser Leben verändere. Die Gleichnisse Jesu seien im Letzten Ausdruck für die Verborgenheit Gottes in dieser Welt und auch dafür, dass Gotteserkenntnis eins mit dem Leben selbst sei. Der Erwerb dieser Kenntnis bedürfe der sichtbar werdenden geschenkten Liebe Gottes, aber auch unserer Fähigkeit zur Annahme seiner Liebe durch Umkehr und Glaube: „In diesem Sinn erscheint in den Gleichnissen das Wesen der Botschaft Jesu selbst.“
Der Papst erläutert die Bedeutung von drei ausgewählten großen Gleichnis-Erzählungen des Lukas-Evangeliums. Bei der Erzählung Jesu über den barmherzigen Samariter (Lukas 10,25-37) gehe es um die Grundfrage des Menschen, wie das Doppelgebot von Gottes- und Nächstenliebe auf die Praxis des Lebens anzuwenden sei: wer ist „der Nächste“?
Die Samariter hätten im Land Israel in der Zeit Jesu nicht als Nächste gegolten, obwohl sie auch von Jakob abstammten. Ein Samariter, der auf einer gefährlichen Straße zwischen Jerusalem und Jericho ein halbtot geschlagenes Raubopfer auffinde, frage dennoch nicht nach dem „Radius seiner Solidarverpflichtungen“, sondern mache sich selbst zum Nächsten. Er verbinde das Opfer, an dem seine eigentlichen „Nächsten“ vorbei eilten, und bringe ihn in eine Herberge zum Pflegen.
So stelle Jesus die Sache auf den Kopf. Das Nächster-Sein sei keine Frage einer Konvention, sondern – wie der barmherzige Samariter zeige ;– müsse von innen her wachsen, man müsse ein Liebender werden: „Dann finde ich meinen Nächsten, oder besser: Dann werde ich von ihm gefunden.“

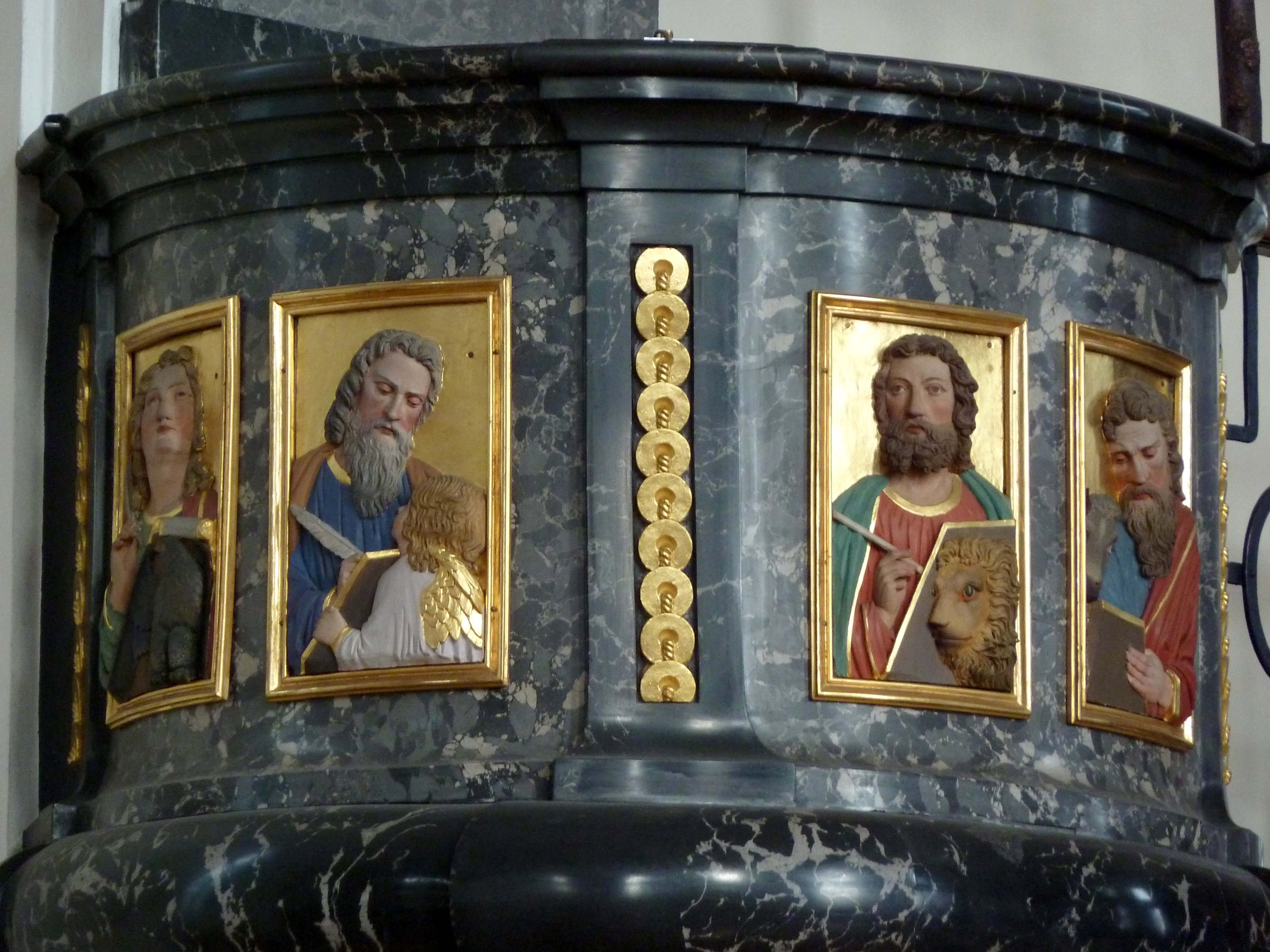
Die Evangelisten an der Kanzel der Kirche St. Nikolaus, Altstätten

In einer Tiefendimension des Gleichnisses könne das Opfer als der entfremdete, hilflose, an der Straße der Geschichte liegende Mensch gesehen werden; der Samariter würde dann das Bild Jesu darstellen: „… der gewaltige Imperativ, der im Gleichnis liegt, wird dadurch nicht abgeschwächt, sondern erst zu seiner ganzen Größe gebracht. Das ganze Thema Liebe, das die eigentliche Pointe des Textes ist, erhält damit erst seine ganze Weite.“ Dem Menschen werde nicht aus dem Eigenen der Geschichte geholfen: „Gott, der Ferne, hat sich in Jesus Christus zum Nächsten gemacht […] damit wir Nächste werden können.“ Er heile den Menschen und führe ihn in seine Herberge, die Kirche. „Jede einzelnen Menschen gehen die beiden Figuren an: Jeder ist „entfremdet“, gerade auch der Liebe entfremdet … Aber jeder sollte dann auch Samariter werden – Christus nachfolgen […] Dann leben wir richtig. Dann lieben wir richtig, wenn wir ihm ähnlich werden, der uns alle zuerst geliebt hat. (1 Joh 4,19)“

### 8. Kapitel – Die großen johanneischen Bilder

#### Einführung: Die johanneische Frage
Im Evangelium nach Johannes hört man keine Gleichnisse, sondern stattdessen große Bildreden. Das Gottsein Jesu wird in diesem Evangelium – anders als bei den Synoptikern – ganz unverhüllt sichtbar. Die Andersheit des vierten kanonischen Evangeliums, das sich neben seinem anderen Jesusbild auch durch Inhalt und Sprache von den drei synoptischen Evangelien unterscheidet, veranlasste die historisch-kritische Forschung, den johanneischen Text nicht als Quelle, sondern als theologisches Werk zu betrachten. Trotz Zurückweisung dieser Schlussfolgerung erkennt der Papst positive Resultate der historischen Johannesforschung über den realen Lebenskontext Jesu.
Das Johannesevangelium bezeichnet seinen eigenen Autor (ohne Namensnennung) als Augenzeugen: ein Jünger Jesu, der auch unter dem Kreuz stand (Joh 21,24). Seit Irenäus von Lyon wird dieser in der kirchlichen Überlieferung mit dem Apostel Johannes Zebedäus identifiziert. Ratzinger stützt sich auf einige neuere exegetische Studien, die immerhin ein Zurückgehen von Textmaterial auf einen Augenzeugen annehmen, der dieser Jesus-Jünger gewesen sein könne. Die komplexe Endredaktion des Evangeliums stamme jedoch von einem anderen Autor. Ratzinger nimmt einen Jünger des Apostels Johannes an, den Presbyter Johannes, wie der frühe Kirchenhistoriker Eusebius von Caesarea nach Lektüre der Werke des Bischofs Papias von Hierapolis meinte.
Durch diese Verbindung von Auslegungen der historisch-kritischen Johannes-Forschung mit der Exegese des Glaubens (vgl. Vorwort Bd. 2) beantwortet der Papst den Kern der „johanneischen Frage“ nach der historischen Glaubwürdigkeit des vierten Evangeliums mit einem dadurch verstärktem Ja: „Das Einssein von Logos [Gottes Wort] und Faktum ist der Punkt, auf den das Evangelium abzielt“.
Das Evangelium beruht auf Erinnerung, die zwar vom Hagiographen persönlich akzentuiert wird, in ihrem Subjekt aber das Mit-Erinnern im Wir der Jüngergemeinschaft, Wir der Kirche verkörpert. Dieses Erinnern ist kein bloß psychologischer oder intellektueller Vorgang, keine stenographische Nachschrift der Worte und Wege Jesu. Über das menschliche Verstehen und Wissen hinaus wird das Erinnern im Tiefsten vom Geist Gottes, der der Geist der Wahrheit ist, geführt. Das vom Heiligen Geist inspirierte Evangelium geleitet uns über das Äußere – das „factum historicum“ – hinaus in die von Gott herkommende und zu Gott führende Tiefe des Wortes und der Ereignisse. Das Johannesevangelium stellt so den authentischen – historischen und lebendigen – Jesus dar.

#### Die großen Bilder des Johannes-Evangeliums

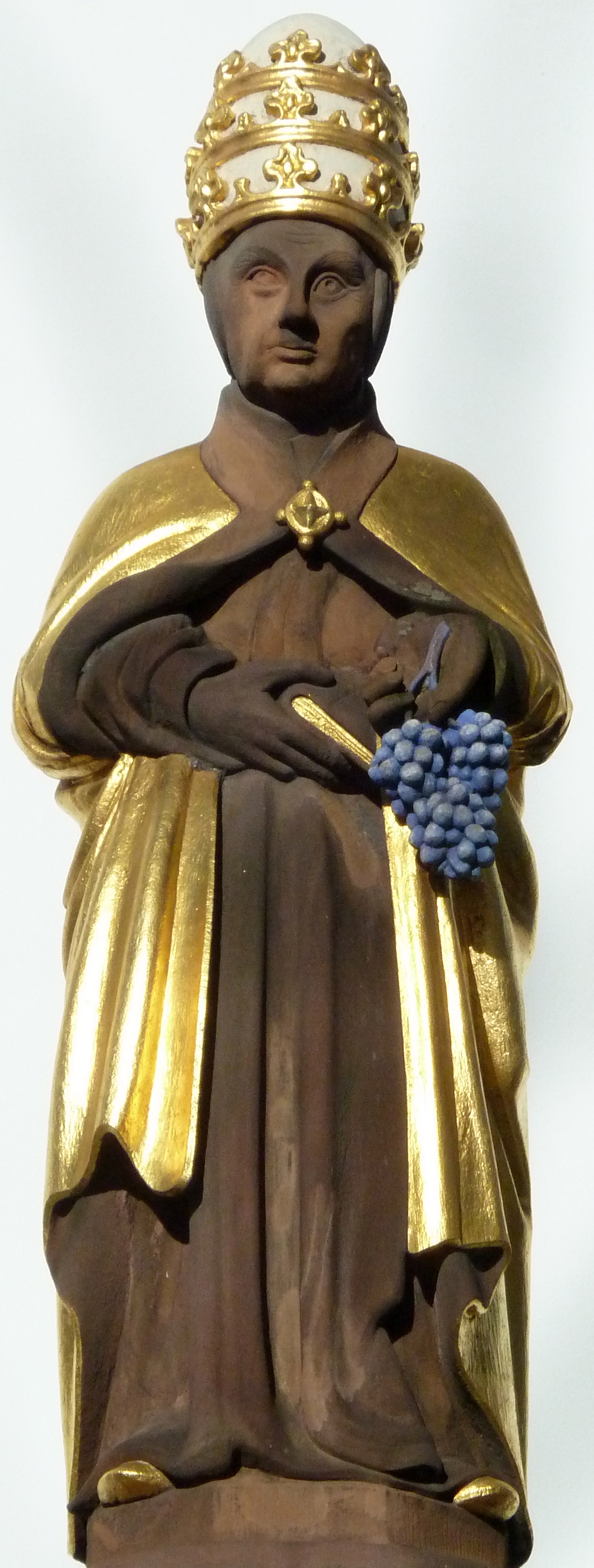
St. Urban, Schutzpatron der Rebleute und Winzer, mit seinem Attribut Traube, Brunnenstatue in Basel, um 1500

Das Wasser. Das Bild von Wasser und Brot erscheint oft in den Evangelien, auch bei Johannes. Schon Mose hatte dem Volk Wasser aus dem Fels und Manna (Brot) vom Himmel geschenkt. Jesus, der verheißene neue Mose, der Messias, ist selber die Quelle („Der Fels aber war Christus“, 1 Kor 10,3f. ) des hoffnungstragenden neuen Wassers und Brotes, die durch Glauben an Jesus den tieferen Durst und Hunger der Menschen nach „Leben in Fülle“ (Joh 10,10) stillen und zum ewigen Leben führen. Wasser erscheint in vielen Episoden: Taufe, Nikodemus-Gespräch, Tempelreinigung, Jakobs-Brunnen, Heilungen, Laubhüttenfest, Fußwaschung, Kreuzigung. Am Kreuz entströmen, die Prophezeiung erfüllend, Blut und Wasser aus dem durchbohrten Leib Christi (Jo 19,34). Es ist ein lebendiges, reinigendes Wasser, das nach der Verheißung von Ezechiel und Sacharja aus dem Tempel fließen soll. Der neue, wirkliche Tempel, Gottes lebendige Einwohnung ist Jesus, er ist Quell der Liebe, deren Strom das wirkliche, ganze Leben nährt.
Weinstock und Wein. Bei der Erschaffung des Festweins aus Wasser durch Jesus auf der Hochzeit zu Kana (Joh 2,1-12) – wie auch bei der Brotvermehrung – wird Gottes Zeichen des Überflusses sichtbar, das die „Herrlichkeit“ Jesu, seine Selbstverschwendung für die Menschheit antizipiert, die im Augenblick des Kreuzes beginnt. Jesus identifiziert sich auch mit dem „wahre[n] Weinstock“ (Joh 15,1). Als christologische Bezeichnung enthält der Weinstock eine ganze Ekklesiologie in sich, da er das untrennbare Einssein Jesu mit den Seinigen symbolisiert, die durch ihn und mit ihm zum Weinstock gehören und darin bleiben sollen. Auch der eucharistische Hintergrund des Weinstockes wird spürbar: seine Frucht, der neue Wein zum Hochzeitsmahl Gottes mit den Menschen, ist die sich an ihnen verschenkende Liebe Jesu, in der wir bleiben sollen. So können wir als Rebzweige mit Christus und von Christus her auch wahre Frucht tragen, die durch Gottes Reinigungen hindurchgegangene Liebe.
Das Brot. Bereits im Alten Testament wird deutlich, dass das eigentliche „Brot vom Himmel“ das Gesetz, das Wort Gottes ist, dessen Menschwerdung in Jesus ermöglicht, uns sozusagen vom lebendigen Gott zu nähren: „Ich bin das Brot des Lebens“ (Joh 6,35) offenbart sich Jesus dem Volk nach seinem Brotwunder. In dieser großen Brot-Rede Jesu gehen Inkarnations-Theologie (Menschwerdung Gottes) und Kreuzes-Theologie (Erlösungsopfer Jesu am Kreuz), welche auch bei den Synoptikern und bei Paulus zentral ist, ineinander über; beide sind untrennbar. Das wahre, das lebendige Himmelsbrot – Leib Christi – offeriert sich durch die Kreuzeshingabe des Fleisch gewordenen Gottes: „Wer mein Fleisch isst und mein Blut trinkt, hat das ewige Leben“ (Joh 6,54). Menschwerdung (Fleisch) und Opfer (Blut) werden in der Rede auf das Sakrament, die heilige Eucharistie, hingeordnet, die zur Mitte christlicher Existenz wurde. Der Leib Christi, das Fleisch gewordene Gotteswort, von dem wir im Tiefsten als Mensch leben können, wird erst durch das Kreuz und seine verwandelnde Wirkung hindurch zugänglich, und nur dadurch kann es uns auch in die Verwandlung Jesu mit sich ziehen: „Von dieser großen christologischen, ja kosmischen Dynamik hat die eucharistische Frömmigkeit immer wieder zu lernen.“ Das Wort Jesu „Der Geist ist es, der lebendig macht, das Fleisch nützt nichts“ (6,63) unterstreicht diese österliche Perspektive des Sakraments.

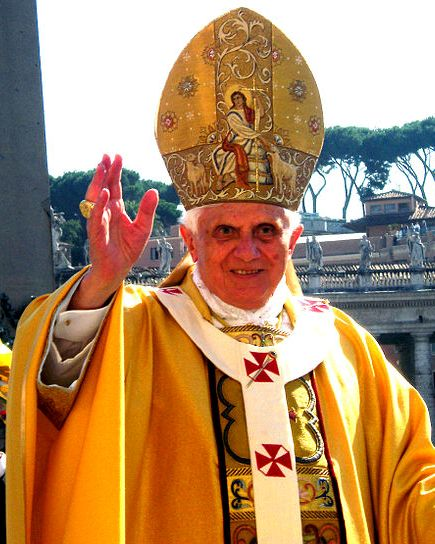
Bild Jesu als Guter Hirte an der Mitra von Papst Benedikt XVI.

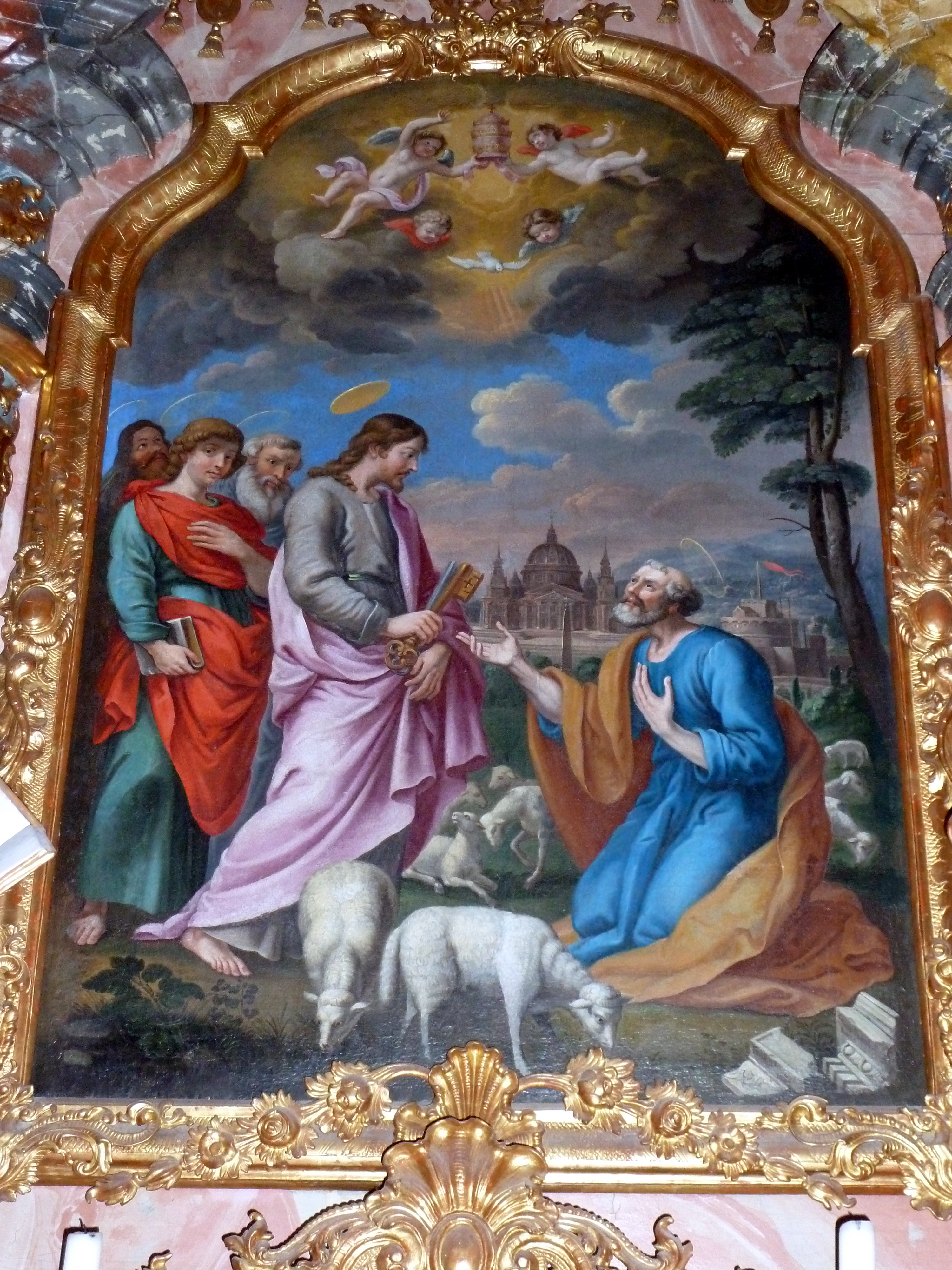
Einsetzung des Apostels Petrus ins Hirtenamt durch Jesus am St.-Peter-Altar des Klosters Muri (Gemälde von Rudolf Schwerter und Simon Bachmann, 1651/52)

Der Hirte. Das Bild des Hirten hat eine lange Vorgeschichte rund um das Heilige Land, vor allem in der späten alttestamentlichen Prophetie von Ezekiel und Sacharja, auf die sich Jesus auch in seiner Hirten-Rede (Joh 10,1-30 ) bezieht. „Ich bin der gute Hirt“, sagt er, die Rede fängt jedoch an mit: „Ich bin die Tür zu den Schafen.“ Jesus setzt hier den Maßstab für die ihm nachfolgenden Hirten (Pastor) seiner Herde (Kirchenvolk), die nur durch diese Tür, durch ihn hineingehen können, durch jene Liebe eingelassen werden, die sie mit Jesus in Annahme des Kreuzes und der Opferbereitschaft für die Herde eint, wie dies konkret bei der Einsetzung des Petrus ins Hirtenamt Jesu (Joh 21,15-17) sichtbar wird. Diebe (Ideologen, Diktatoren) kommen nicht durch diese Tür, die die Schafe (Menschen) nur als Sache zum Stehlen und Töten ansehen. Der Mittelpunkt der johanneischen Hirten-Rede drückt die völlig entgegengesetzte Haltung aus: die Hingabe Jesu am Kreuz für das Leben seiner Schafe, für das „Leben in Fülle“ des Menschen.
Jesus ist nicht nur der Hirte, sondern auch die Nahrung der Herde, die wahre „Weide“, das Wort, die Liebe, Gott selber, der den Menschen nahe ist, den sie als Sinngeber des Lebens brauchen. Insofern gibt es eine innere Beziehung zwischen den Bildreden Jesu über den Hirten und über das Brot. Ein wesentliches Motiv der Hirten-Rede ist das gegenseitige Kennen von Hirten und Herde, das mit dem Sich-Kennen zwischen Gottvater und Sohn verwoben wird. Dieses Ineinander zweier Ebenen des Erkennens – Kirche und trinitarischer Dialog – ist ein wichtiges Merkmal des Johannes-Evangeliums. Das griechische Wort ta idia des Textes bedeutet sowohl Kennen wie auch Gehören. So beinhaltet dieses „Kennen“ eine innere Zugehörigkeit – nicht in Unterordnung, sondern in Verantwortung, durch Gegenseitigkeit in Freiheitsgewährung, Liebe und Kennen. In der Hirtenrede wird auch der innere Grund des Missionsauftrages Jesu (Mt 28,19) sichtbar: „Es gibt nur einen Hirten. Der Logos, der in Jesus Mensch wurde, ist der Hirte aller Menschen, […] sie sind in all ihren Zerstreuungen eins von ihm her und auf ihn hin.“

### 9. Kapitel – Zwei wichtige Markierungen auf dem Weg Jesu

#### Das Petrusbekenntnis
Auf die Frage Jesu an die Apostel, was die Leute von ihm Halten und wofür sie selbst ihn ansehen, bekennt sich Simon Petrus: „Du bist der Messias [der Christus]“ (Mk 8,29), „der Christus [Gesalbten] Gottes“ (Lk 9,20), „Du bist der Christus [Messias], der Sohn des lebendigen Gottes“ (Mt 16,16). Da der Titel Christus (Messias) und Sohn Gottes bereits in Psalmen (2,7; 110) miteinander verknüpft wurde, ist der Unterschied zwischen der Markus- und der Matthäus-Fassung nur gering. Das johanneische Christusbekenntnis des Petrus lautet, trotz des von der synoptischen Überlieferung abweichenden Kontextes (eucharistische Brotrede Jesu, siehe Kapitel 8), synonym: „Du bist der Heilige Gottes“ (Joh 6,69).
Auf das in „substantivischer“ Bekenntnisformel (du bist) ausgesprochene Petruswort folgt das „verbale“ Bekenntnis Jesu bei den Synoptikern, in dem er seine Kreuzigung und Auferstehung vorher sagt und die Bedeutung der Kreuzesnachfolge seiner Jüngerschaft erklärt. Diese drei Elemente (Petrusbekenntnis, Heilsankündigung und Jüngerbelehrung), die den Beginn des Erlösungsweges Jesu markieren, gehören untrennbar zusammen. Gerade durch das Kreuzesgeheimnis erweist sich Jesus als der wahre Messias. Andererseits würde die heilsgeschichtliche Ankündigung ohne Wesenstiefe bleiben, wenn es nicht gerade der Sohn Gottes, also Gott selber, ist, der den Leidensweg bis zum Kreuzestod erduldet. Die Göttlichkeit Jesu gehört mit dem Kreuz zusammen. „In diesem Sinne gibt uns nur die Verflechtung von Petrusbekenntnis und Jüngerbelehrung durch Jesus das Ganze und Wesentliche des christlichen Glaubens.“ Auch mit tiefstem Glauben bedürfen Christen immer wieder der Belehrung des Herrn über den richtigen Weg, „insofern behält die Szene eine unheimliche Gegenwärtigkeit.“
Während die Jünger durch ihre Weggemeinschaft mit Jesus sein Sohnsein er-kennen und sich zu diesem be-kennen, gewinnen die Leute der Öffentlichkeit Israels nur Außenkenntnisse über Jesus. Ihre Meinung, dass er ein wiedererstandener jüdischer Prophet – Johannes der Täufer, Elija oder Jeremia – sei, nähert sich zwar etwas seiner Gestalt, reicht aber nicht an das Eigentliche Jesu heran, an seine Neuheit, Einzigkeit, die sich in keine andere Kategorie einteilen lässt. Auch heute gibt es die Meinung von „Leuten“, die vielleicht Jesus wissenschaftlich studiert haben, ihn durchaus lieben, ihn als Wegweiser des Lebens oder einen Mensch mit tiefer Gotteserfahrung betrachten. Menschliche Erfahrung bleibt aber immer beschränkt, da sie „Gottes unendliche Wirklichkeit in Endlichen und Begrenzten eines menschlichen Geistes spiegelt und damit immer nur eine partielle, auch durch den Kontext von Zeit und Raum bestimmte Übersetzung des Göttlichen bedeutet.“
Ihre direkte Gotteserfahrung durch Jesus erschüttert dagegen die Jünger zutiefst, wie es nach dem überreichen Fischfang bei der Berufung des Petrus (Lk 5,8) oder bei der Rettung von Petrus aus dem See durch Jesus (Mt 14,22-33) passiert, die auch zum Bekennen des Petrus führt: „Herr“ bzw. „Du bist Gottes Sohn“. Die volle Gestalt des Gottesbekenntnisses erscheint dann im Johannesevangelium, als der Apostel Thomas die Wundmale des auferstandenen Jesus berührt: „Mein Herr und mein Gott“ (Joh 20,28): „Ihre ganze Geschichte hindurch pilgert die Kirche immer neu in dieses Wort hinein, das uns nur in der Berührung mit den Wunden Jesu und in der Begegnung mit seiner Auferstehung fassbar werden kann und uns dann zur Sendung wird.“

#### Die Verklärung
In der Verklärungsgeschichte der Synoptiker (Mt 17,1;  Mk 9,2;  Lk 9,28), die sich nach dem Petrusbekenntnis ereignet, steigt Jesus mit den Aposteln Petrus, Jakobus und Johannes auf einen hohen Berg – Ort mit besonderer Gottesnähe –, um zu beten. Während des Gebets strahlt das Gesicht Jesu wie die Sonne und seine Kleider werden blitzweiß. Die innerste Durchdringung seines Seins mit Gott wird als reines Licht sichtbar. Auf dem Berg trifft Jesus mit zwei Propheten des Alten Bundes, Mose und Elija. Nachdem Mose von Gott auf dem Berg Sinai die Gesetze (Tora) empfing, wurde sein Gesicht durch das Licht Gottes strahlend (Ex. 34,29-35). Jesus strahlt dagegen von innen her, er selber ist Licht. „Durch die Taufe sind wir mit Jesus in Licht gekleidet und selber Licht geworden.“
Jesus spricht mit den erschienenen Gotteszeugen – auch Passionszeugen – „über seinen ‚Exodus‘ […], der sich in Jerusalem erfüllen sollte“ (Lk 9,31). Dieser Exodus ist das Kreuz Jesu, eine befreiende Exodus, in der der leidende Menschensohn die Tür ins Freie und Neue öffnet und damit der Menschheit Rettung bringt. Es wird sichtbar, dass die Passion in Licht, in Freiheit und Freude verwandelt wird. „Heilserwartung und Passion werden so durchgängig miteinander verknüpft, und damit ein Bild der Erlösung entwickelt, das im Tiefsten schriftgemäß ist, aber doch den bestehenden Erwartungen gegenüber umstürzend neu war: Die Schrift musste mit dem leidenden Christus neu gelesen werden“ und man muss sie immer wieder von ihm, dem Auferstandenen, her neu verstehen lernen.
Die Jünger Jesu wollten ihm und den beiden Propheten am Berg Hütten bauen, die an die Offenbarungszelt von Mose am Berg Sinai erinnern, aber noch mehr im Zusammenhang der messianischen Sinngebung des Laubhüttenfestes stehen, an dem die Verklärung sich wohl ereignet. Daher bekommt das Grundwort des Johannes-Prologs – „Und das Wort ist Fleisch geworden und hat unter uns gezeltet“ (Joh 1,14) – neue Bedeutung: „Ja, der Herr hat das Zelt seines Leibes unter uns aufgeschlagen und so die messianische Zeit eingeleitet.“ Diese bedeutet zuallererst die Zeit des Kreuzes. So müssen wir, wie Petrus, begreifen lernen, „dass die Verklärung – das Lichtwerden vom Herrn her und mit ihm – unser Umgebranntwerden durch das Licht der Passion einschließt.“
Bei der Verklärung wiederholt sich die Szene der Taufe Jesu, bei der Gott aus einer Wolke heraus Jesus feierlich als Sohn proklamiert (siehe Kapitel 1), ergänzt hier mit der Imperativ: „Auf ihn sollt ihr hören.“ Dieses Imperativwort fasst den tiefsten Sinn der Verklärungserscheinung zusammen. Was Petrus in seinem Bekenntnis zu sagen versucht (siehe Petrusbekenntnis), wird bei der Verklärung sinnlich wahrnehmbar: Jesus eigenes Lichtsein als Sohn Gottes.

### 10. Kapitel – Selbstaussagen Jesu
Christus (Messias), Kyrios (Herr), Sohn Gottes – in diesen drei christologischen Hoheitstiteln kristallisierten sich die Deutungen der Menschen über das Wesen Jesu nach Ostern aus. Von diesen verwendete Jesus nur „Sohn Gottes“ einige Mal auf sich. Er bezeichnete sich selber als „Menschensohn“ und – besonders in den Johannes-Texten – einfach als „Sohn“. Es gibt auch ein weiteres Wort, mit dem Jesus selbst sein Wesen zugleich verbirgt und entbirgt: „Ich bin es“. Alle drei Worte wurzeln tief im Alten Testament, werden aber erst in Jesus ihren vollen Sinn erhalten und somit die Originalität Jesu – sein Neues, das nur ihm Eigene, Unableitbare – ausdrücken.
Die Menschensohn-Prädikation, die für Jesu eigene Worte das Typische ist, wird in drei Beziehungen verwendet: der kommende Menschensohn, sein irdisches Tun, sowie seine Passion und Auferstehung. Im Gleichnis vom Weltgericht spricht Jesus nicht ganz eindeutig aus, dass der kommende Menschensohn er selber ist. „Aber die funktionelle Identifizierung in der Parallelität des Bekennens und Verleugnens jetzt und im Gericht, vor Jesus und dem Menschensohn, ergibt nur Sinn auf der Basis der seinsmäßigen Identität.“ In anderen Evangelien-Texten, wo Jesus über den göttlichen Vollmachtanspruch des Menschensohns (Herr über den Schabbat, Vergebung von Sünden) spricht, wird die Verknüpfung des Titels mit Jesus klar vollzogen. Die innere Mitte der Vorhersage Jesu über seine Passion (Mk 10,45 ), die ein Wort des Prophetenliedes über den leidenden Gottesknecht (Jes 53 ) aufnimmt, zeichnet die Erfüllung der Universalität der Sendung Jesu als Retter und Heilsbringer vor. Kommender Weltrichter und Leidensopfer – so wird die Einheit von Niedrigkeit und Hoheit sichtbar. Das Wort Menschensohn, das auf Hebräisch und aramäisch „Mensch“ bedeutet, war im Alten Bund kein gängiger Titel messianischer Hoffnung. Erst in der Daniel-Vision (Dan 7,13f. ) wird der Menschensohn als Herrscher über ein von Gott herkommendes, endgültiges und ewiges, universales Reich des Heils eingesetzt. Das für Jesus reserviert gebliebene Wort „Menschensohn“ drückt eine neue, das ganze Neue Testament prägende Vision des Einsseins von Gott und Mensch aus: „Im Rätselwort vom Menschensohn begegnet uns ganz dicht das Ureigene der Gestalt Jesu, seiner Sendung und seines Seins. Er kommt von Gott her, er ist Gott. Aber gerade so bringt er – im Annehmen des Menschseins – die wahre Menschlichkeit.“
Das Wort „Sohn Gottes“ stammt aus der politischen Theologie des antiken Orients. In Ägypten und Babylon wurde der König beim Thronbesteigungsritual als Gottessohn deklariert, später auch in Israel als mythische „Zeugung“ von Gott her: „Mein Sohn bist du, heute habe ich dich gezeugt.“ (Psalm 2,7). Die frühe Christenheit sah sehr bald in der Auferstehung Jesu dieses Wort verwirklicht. Markus schrieb dazu: „Und eine Stimme aus dem Himmel sprach: Du bist mein geliebter Sohn, an dir habe ich Gefallen gefunden.“ (Mk 1,11) Der Titel „Sohn Gottes“ löste sich aus der politischen Sphäre, der von Gott bestellte König, Jesus, herrscht nun nicht mit Gewalt, sondern in ganz neuer Weise, „durch den Glauben und die Liebe, nicht anders“. Seit Augustus – unter dessen Herrschaft Jesus geboren wurde – beanspruchten jedoch auch die römischen Kaiser für sich diesen Titel, für die Christen brachte es damals, wie auch allzeit unter totalitären politischen Mächten, unvermeidliche Zusammenstöße.
Das bloße Wort Sohn hat keine komplexe Wortgeschichte, man hört es fast nur von Jesus, überwiegend im Johannes-Evangelium. Es stammt vom Beten Jesu, als Entsprechung seiner Gottesanrede „Vater“. Im Jubelruf der Synoptiker – „… niemand kennt den Sohn, nur der Vater, und niemand kennt den Vater, nur der Sohn …“ (Mt 11,25ff; Lk 10,21f) – und im Johannes-Prolog – „Niemand hat Gott je gesehen. Der einzige, der Gott ist […] hat Kunde gebracht.“ (Joh 1,18) – wird deutlich, dass „der Sohn“ im Tiefsinn eine vollendete Erkenntnisgemeinschaft Jesu mit dem Vater bedeutet, die gleich Seinsgemeinschaft ist, da das gegenseitige Erkennen immer eine Art vom inneren Einswerden der Beteiligten beinhaltet (vgl. Kapitel 8, Der gute Hirte). Das Wesen Jesu ist dabei ganz „relational“, das heißt, er ist in seinem ganzen Sein nichts als Beziehung zum Vater. Die Willenseinheit des Sohnes und des Vaters ist ein durchgehendes Motiv der Evangelien (bereits bei synoptischem Jubelruf ist die ganze johanneische Sohnes-Theologie enthalten). „Dramatisch wird der Akt der Ein-willigung und Verschmelzung beider Willen in der Ölberg-Stunde dargestellt.“ In dieses Drama des Ringens von Jesu ganzem Leben und Wirken sollen wir involviert werden – dies wünscht man mit dem zweiten Vaterunser-Bitte (s. Kapitel 5): „… dass wir mit ihm, dem Sohn, ein-willigen in den Willen des Vaters und so selber Söhne werden: in der Willenseinheit, die Erkenntniseinheit wird.“ Dazu braucht man ein reines Herz: „Selig, die reinem Herzens sind, denn sie werden Gott sehen.“ (Mt 5,8) Das Wort Sohn mit seiner Entsprechung Vater lassen „uns wirklich in das Innere Jesu, ja das Innere Gottes selbst hineinblicken.“
Auch das Offenbarungswort „Ich bin“ steht ganz in der Relationalität zwischen Vater und Sohn. Der geistige Wurzelgrund dieses rätselhaften Wortes findet man im Alten Testament, vor allem in der Dornbusch-Offenbarung Gottes: „Ich bin, der ich bin.“ (Ex 3,14) und in deren Entfaltung bei der Jesaja-Formel: „Damit ihr erkennt und mir glaubt, dass ich es bin“ (Jes 43,10f), als Ausdruck der Einzigartigkeit des einen Gottes.
Das „Ich bin“ Wort Jesu, zu deren Auflösung „die Exegese […] begreiflicherweise auf den Weg gemacht“ hat, tritt nicht neben das Ich des Vaters, sondern verweist auf ihn – bestätigt der Papst eine Auslegung von Heinrich Zimmermann. Es zeigt die Einzigartigkeit Jesu, der die Offenbarungsformel in die künftige Geschichte hinein ausweitet: „Wenn ihr den Menschensohn erhöht haben werdet, dann werdet ihr erkennen, dass ich es bin“ (Joh 8,28) sagt Jesus im Tempel lehrend auf die Frage der Juden, wer er sei. Am Kreuz, welche die wahre „Höhe“, die Höhe der Liebe „bis ans Ende“ (Joh 13,1) ist, wird seine Sohnschaft und sein Einssein mit dem Vater erkennbar.
Als Jesus dem in Sturm geratenen Boot seiner Jünger über die Wasser entgegenkommt, sagt er den erschreckten Jüngern: „Habt Mut! Ich bin’s. Fürchtet euch nicht!“ (Mk 6,50). Auf den ersten Blick denkt man hier an eine Identifikationsformel zur Beruhigung der Jünger. „Aber ganz geht diese Auslegung doch nicht auf“, da die Furcht der Jünger bei der plötzlichen Windstille im Moment des Bootseintritts Jesu nur noch steigt. Sie erleben nämlich die typische „theophanische“ Furcht der unmittelbaren Anwesenheit Gottes: denn Wind zu stillen und über Wasser zu gehen ist – wie auch Ijob sagt (9,8) – Gottes Sache. Die direkte Begegnung der Jünger mit der Göttlichkeit Jesu führt logischerweise zu ihrem Bekennen: „Wahrhaftig, du bist Gottes Sohn“ (Mt 14,33). Das „ich bin“ Wort erscheint bei Johannes genau siebenmal auch in konkreten Bildwörter: Ich bin das Brot des Lebens – das Licht der Welt – die Tür – der gute Hirte – die Auferstehung und das Leben – der Weg und die Wahrheit und das Leben – das wahre Weinstock (vgl. Kapitel 8), durch die Jesus das „Leben in Fülle“, das Reich Gottes anbietet. „Jesus gibt uns das „Leben“, weil er uns Gott gibt. Er kann ihn geben, weil er selbst eins ist mit Gott.“
Die werdende Kirche hat den Inhalt aller drei Worte Jesu in das Wort „Sohn Gottes“ hineingelegt, und deren Bedeutung gegen mythisch-polytheistische und politische Deutungen im Wort „gleichwesentlich“ festgelegt (1. Konzil von Nicäa). „Im Bekenntnis von Nizäa sagt die Kirche immer neu mit Petrus zu Jesus: »Du bist Christus, der Sohn des lebendigen Gottes« (Mt 16,16).“

## Allgemeine Fakten über das Buch
Das Buch ist zuerst in Deutsch (Originalsprache), Polnisch, Italienisch, Englisch, Französisch, Tschechisch, Griechisch, später in 8 weiteren Sprachen erschienen. Nach Angaben des Verlages beträgt die weltweite Gesamtauflage des Buches mittlerweile etwa zwei Millionen Exemplare (Stand 2011). Erstausgaben: 450.000 Exemplare auf Deutsch, 510.000 auf Italienisch, 100.000 in Polnisch. Über die Auflagen in USA und Frankreich liegen bislang keine Zahlen vor. Übersetzungen in insgesamt 32 Sprachen sind geplant. Zu Beginn war in Deutschland eine Auflagenhöhe von 150.000 vorgesehen. Nach einem halben Jahr im Oktober 2007 hat das Buch in vorerst 15 Sprachausgaben die Auflagenhöhe von zwei Millionen Exemplaren erreicht. Im Jahr 2007 erschien zudem eine deutsche Hörbuch-Fassung, gelesen von Hans-Peter Bögel.

## Rezeption
Unter Bibelwissenschaftlern wurde das Buch teils als Hinweis auf notwendige methodische Erweiterungen begrüßt. Parallel zu Abgrenzungen des Papstes wurde andererseits auf Widersprüche des Grundansatzes sowie einzelner Aussagen dazu hingewiesen, wie in der heutigen Historischen Jesusforschung mehrheitlich die Person Jesus von Nazareth zu rekonstruieren versucht wird.
Der katholische Neutestamentler Thomas Söding hebt das exegetische und theologische Novum der Jesus-Bücher von Papst Benedikt XVI. hervor und erinnert daran, dass der Autor dem Postulat des Zweiten Vatikanischen Konzils, das die Schriftauslegung als «Seele der gesamten Theologie» wertet (Dei verbum 24), damals in einem Kommentar für „die Systemgestalt der katholischen Theologie eine geradezu revolutionierende Bedeutung“ (Ratzingers Worte) beigemessen hatte. Söding weiter: „Diese Revolution hat er mit den beiden Jesusbüchern selbst ausgeführt und damit ein unübersehbares Zeichen der Ökumene gesetzt, das der Modernität seiner Theologie das denkbar beste Zeugnis ausstellt.“ Söding meint, dass die vom Papst erwünschte Kritik das theologische Niveau des Jesus-Buches kaum erreichen könne, „wenn sie eine entscheidende Entdeckung übersieht: Jesus, ganz von Gott her gesehen, kann wirklich der Freund der Menschen sein“. Beide Bände des Buches, die zum Dialog einladen, seien so profiliert geschrieben, dass sie Widerspruch geradezu herausfordern, bemerkt Söding.
Der evangelische Exeget und Theologe Jörg Frey hält das Jesus-Buch für ein besonderes Ereignis, sowohl wissenschafts- und kirchengeschichtlich, wie auch ökumenisch: „Eine solche Offenheit des Denkens, ein Zutrauen in die Kraft der eigenen Argumente, das explizit darauf verzichten kann, eine höhere Autorität zu reklamieren, erscheint auch in der Geschichte der römisch-katholischen Lehramts einzigartig und ist ein kaum zu überschätzendes, und ich füge hinzu: lange ersehntes, ökumenisches Signal.“
Im April 2007 nannte der nach eigener Aussage ungläubige Göttinger Theologe Gerd Lüdemann das von Papst Benedikt XVI. geschriebene Jesus-Buch eine „peinliche Entgleisung“. Er versuchte an zahlreichen Textbeispielen nachzuweisen, dass Joseph Ratzinger die historisch-kritische Bibelkritik vor den Karren des römisch-katholischen Glaubens spanne und intellektuell unglaubwürdig sei:
- Die Namen der Autoren der Evangelienstoffe wie die der Evangelisten seien unbekannt, die Evangelien spät verfasst und insbesondere das sekundäre Johannesevangelium historisch nicht vertrauenswürdig.
- J. Ratzinger meint, am Anfang habe Größe gestanden, Jesu Status als inkarnierte Gottheit sei seinen Jüngern – wenn auch als Glaubensgeheimnis – evident gewesen.[18] In der Schulexegese wird dagegen die These vertreten, „dass frühchristliche Gemeinden schöpferisch die älteste christliche Lehre von Christus ausgebildet haben“. Unbestreitbar existierten daher „unechte Jesusworte“ in den Evangelien.
- „Jesus hat sich nicht als Gott verstanden“ (vgl. Mk 10,18 EU), entgegen etwa der Interpretation, Jesus verweise mit der Nähe des Reiches Gottes auf sich selbst.

Dem entgegnet der Neutestamentler Klaus Berger, dass Benedikt XVI. einen legitimen Methodenpluralismus anwende, der in den letzten 20 Jahren wieder aktuell geworden sei. „Der Papst bringt in seinem Buch zusammen, was die Exegese auseinandergezerrt hat.“ Die kritische Exegese wollte schon immer den „echten Jesus“ gegen die später entstandene Kirche ausspielen.
Kurz nach Erscheinen griffen elf deutschsprachige Bibelwissenschaftler und eine Exegetin die Diskussionsaufforderung mit differenzierter Zustimmung und Ablehnung zu einzelnen Aspekten auf. Insgesamt lehnten sie jedoch den Ansatz ab, genau der Jesus der Evangelien sei historisch plausibler als die mühsamen Rekonstruktionsversuche der vergangenen Jahrhunderte.
In Fortsetzung dieser Kritik bemerkt der Bibeltheologe Wim Weren, Ratzinger definiere nicht die Begriffe „der wirkliche Jesus“ und „der historische Jesus“, identifiziere aber damit die ungerechtfertigt vom Johannesevangelium her vereinheitlichten Jesusbilder der Evangelien. Zwar müsse auch der Glaube Jesu als eines frommen Juden historisch berücksichtigt werden, jedoch sei die Sicht „exegetisch unorthodox“, die johanneische Theologie der ewigen Gottessohnschaft gehe auf Jesus selbst zurück. Zur Untermauerung stützt sich der Papst auf nur vereinzelte neuere Studien, die annehmen, dass die Texttradition bis auf einen Augenzeugen zurückgeht. Trotz gültiger exegetischer Beobachtungen seien insgesamt die Resultate von Ratzingers Kanonischer Exegese keine Ergebnisse historischer Forschung zu Jesu Selbstverständnis. Dies widerspreche auch dem Sinn dieser in den USA entstandenen Richtung, die biblische Texte aus dem späteren Zusammenhang des Kanons versteht und „gerade keine historische Forschung betreiben will“ (Ebner).

## Bibliographische Angaben
Titelangaben
- Joseph Ratzinger – Benedikt XVI.: Jesus von Nazareth – Band 1: Von der Taufe im Jordan bis zur Verklärung. Verlag Herder, Freiburg im Breisgau / Basel / Wien 2007, ISBN 3-451-29861-9 (Deutschsprachige Originalausgabe)

Andere Bände der Trilogie
- Jesus von Nazareth – Band 2: Vom Einzug in Jerusalem bis zur Auferstehung. Herder, 2011, ISBN 978-3-451-32999-9.
- Jesus von Nazareth. Prolog – Die Kindheitsgeschichten. Herder, 2012, ISBN 978-3-451-34999-7.